# ヒュンダイ・エラントラ

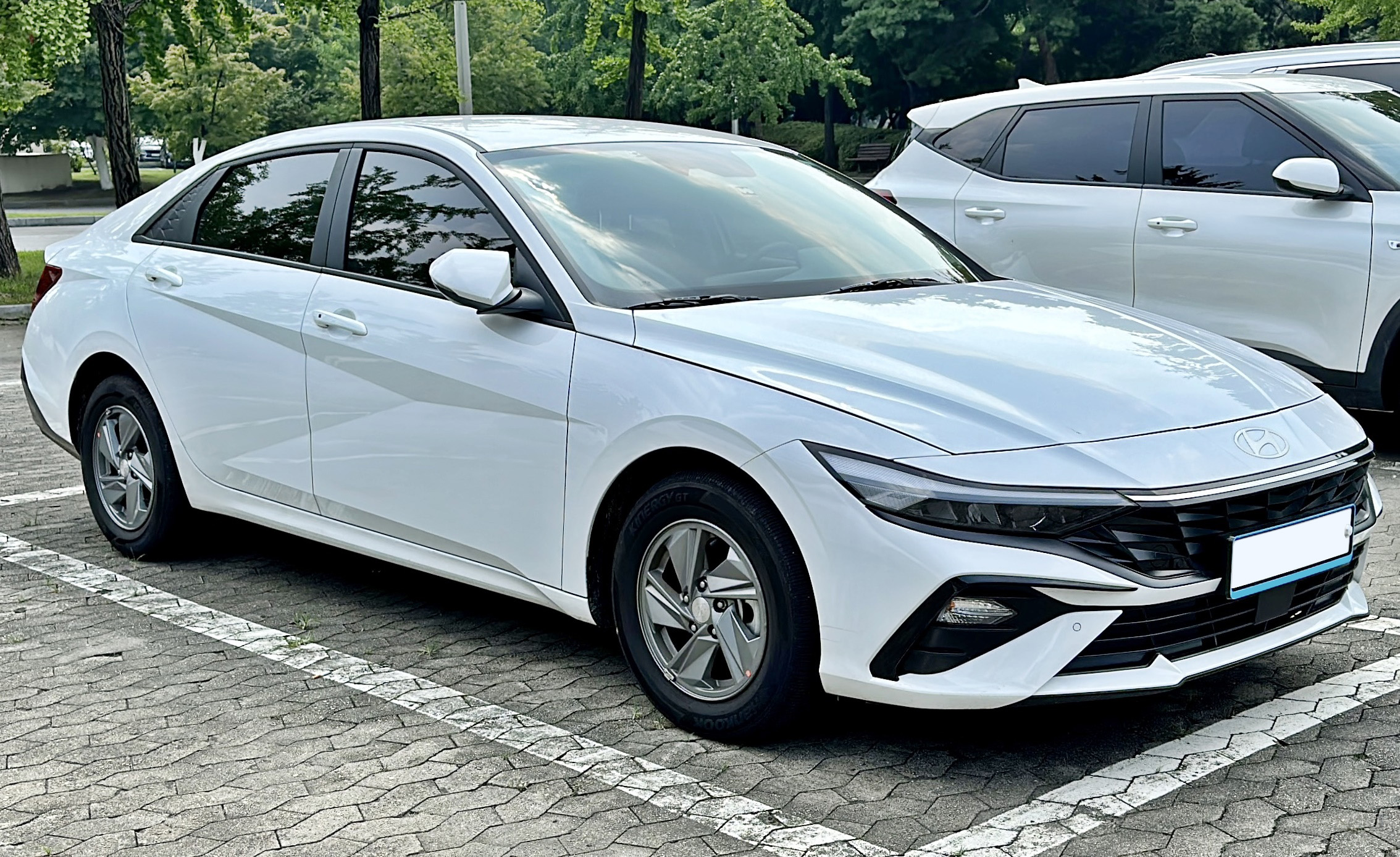
CN7型 2023年3月改良型

エラントラ（ELANTRA、朝: 엘란트라）は、大韓民国の自動車製造会社、現代自動車により製造・販売される小型乗用車（韓国における区分では準中型車）である。現在は4ドアセダン型のみの設定であるが、過去には2ドアクーペ型、5ドアステーションワゴン型、5ドアハッチバック型も設定された。また、HD系は韓国車初となるハイブリッド車が設定された。
なお、韓国ではエラントラはJ1系のみを指す呼称であり、韓国ではJ2/RD系以降はアバンテ（AVANTE、朝: 아반떼）を名乗る。

## 初代（型式: J1系、1990年 - 1995年）
- 1986年 - プロジェクト名『J』として開発に着手。
- 1990年10月23日 - 4,100億ウォンを費やし、製造工場である第3工場が竣工。同時に製造を開始。
- 1990年10月26日 - 韓国市場にてステラを代替する世界戦略車として発売。C50/C60/C70/C80系三菱・ミラージュのパワートレイン及びアンダーボディをベースとする。小型車と中型車の中間車種であり、準中型車市場を開拓した先駆けと言える。『高性能』をコンセプトに開発し、デザインはジョルジェット・ジウジアーロでは無く、同社によるものである[注釈 1]。また、同社の現行CIを初採用した車種となる。同車の開発当初から同社は車種間のプラットフォームの共有化を図っており、前輪にマクファーソンストラット、後輪に3リンク式トレーリングアームを採用する。エンジンはG4DJ型1,468cc直4SOHC自然吸気及びG4CR型1,596cc直4DOHC自然吸気の2機種の設定とし、グレードは1.5 GLi、1.5 GLSi、1.6 DOHCの3種類の設定とする。基本的にホイールカバーを装着したスチールホイールを採用し、1.6 DOHCにのみアルミホイール及びデジタルパネルメーター[注釈 2]を採用する。1.5 GLiにのみ1速電子式カセットデッキを採用し、1.5 GLSiにのみ現代電子工業製7バンドグラフィックイコライザーオーディオを採用する。また、給油口及びマフラーは其々左右に設置される。なお、車名に関してはイギリスの自動車製造会社、ロータスのエランに、オーストラリアの自動車製造会社、三菱自動車オーストラリア（英語版）のマグナエランテに車名が類似しており、上記の2社から苦情を受けた為、これらの市場ではJ2/RD系まではラントラ（LANTRA、朝: 란트라）を名乗った[1]。なお、北米市場ではそのままエラントラを名乗った。発売当初はそれ程人気車種ではなかったものの、経済性や性能面の観点から次第に真価が認められ、1992年度及び1993年度には韓国市場では最も販売実績を誇った車種としてベストセラーとなり、人気を博した。
  - キャッチコピーは、『ヒューマンタッチ・セダン（휴먼터치 세단）』、『高性能エラントラ（고성능 엘란트라』、『高性能ヒーロー（고성능 영웅）[2]』。
- 1991年 - 同車がドイツの高速道路、アウトバーンにてポルシェ・964を追尾するテレビCMが放映されたが、誇大広告という指摘を受け、一時放映中止とされる。
- 1991年 - 第4回ラリー・オーストラリアに1.6L以下の市販車無改造部門で出場、優勝を飾る。現在、同車は蔚山工場広報館に展示される。
- 1991年9月 - 1.6 GLiを追加設定。
- 1992年 - 毎日経済新聞によりヒット商品に選定される。
- 1993年4月6日 - 韓国市場にてマイナーチェンジを施し、ニュー・エラントラ（NEW ELANTRA、朝: 뉴 엘란트라）へと移行。G4CR型をG4CN型1,836cc直4DOHC自然吸気へ変更とした。代わりにG4CL型1,497cc直4DOHC自然吸気を追加設定とし、同クラス初となる運転席エアバッグとABS（オプション設定）を装備する。また、CDプレーヤー付H-850型2DINカーオーディオ[注釈 3]もオプション設定する。
- 1994年 - 韓国能率協会による調査により、消費者満足度1位となる。
- 1995年 - 第8回ラリー・オーストラリアに1.6L以下の市販車無改造部門で出場、優勝を飾る。
- 1995年3月16日 - 韓国市場にて後継車種のアバンテ（2代目）であるJ2系の発売を受け、競合するG4CL型及びG4CN型を廃止したものの、G4DJ型搭載車である1.5L GLSのみ並行製造・販売という形を取る。
- 1995年11月1日 - G4DJ型も廃止、製造終了。それ以降は在庫対応分のみの販売となる。
- 1995年12月 - 販売終了。
- 1996年 - 製造・販売終了後であるものの、第9回ラリー・オーストラリアに1.6L以下の市販車無改造部門で出場、優勝を飾る。

### ラインナップ

#### 1990年10月初期型
- 1.5 GLi（5速MT車: 649万ウォン/約69万円、4速AT車: 735万ウォン/約78万円）
- 1.5 GLSi（5速MT車: 721万ウォン/約77万円、4速AT車: 807万ウォン/約86万円）
- 1.6 GLi（5速MT車: 749万ウォン/約80万円、4速AT車: 848万ウォン/約90万円）
- 1.6 GLSi（5速MT車: 799万ウォン/約85万円、4速AT車: 898万ウォン/約96万円）

#### 1993年4月改良型
- 1.5 GL（価格不明）
- 1.5 GLS（5速AT/4速MT車: 721万ウォン/約77万円）
- 1.5 GLS DLX[注釈 4]（5速AT/4速MT車: 791万ウォン/約84万円）
- 1.8 GLS（5速AT/4速MT車: 895万ウォン/約95万円）

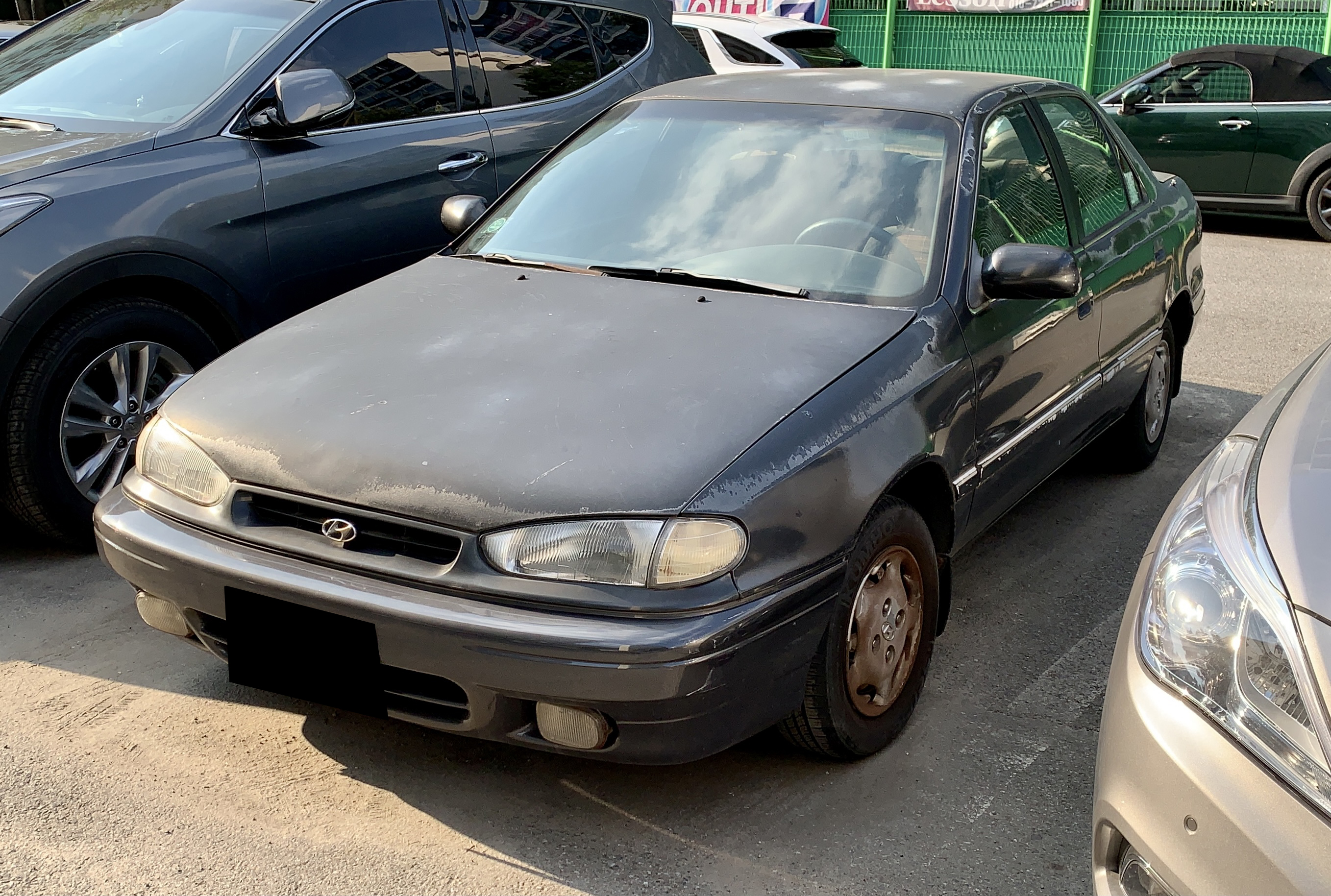
韓国仕様 1993年4月改良型
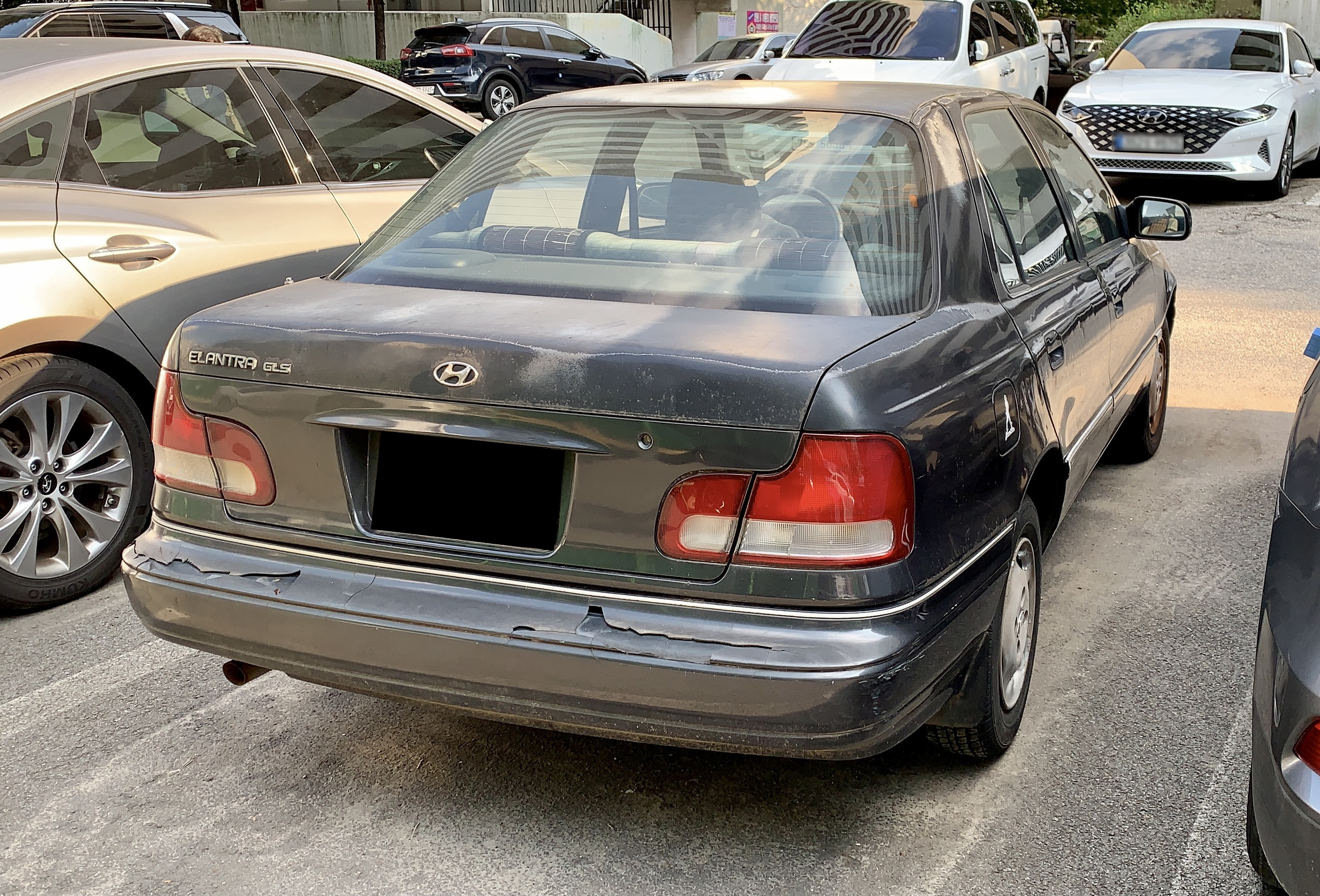
韓国仕様 1993年4月改良型
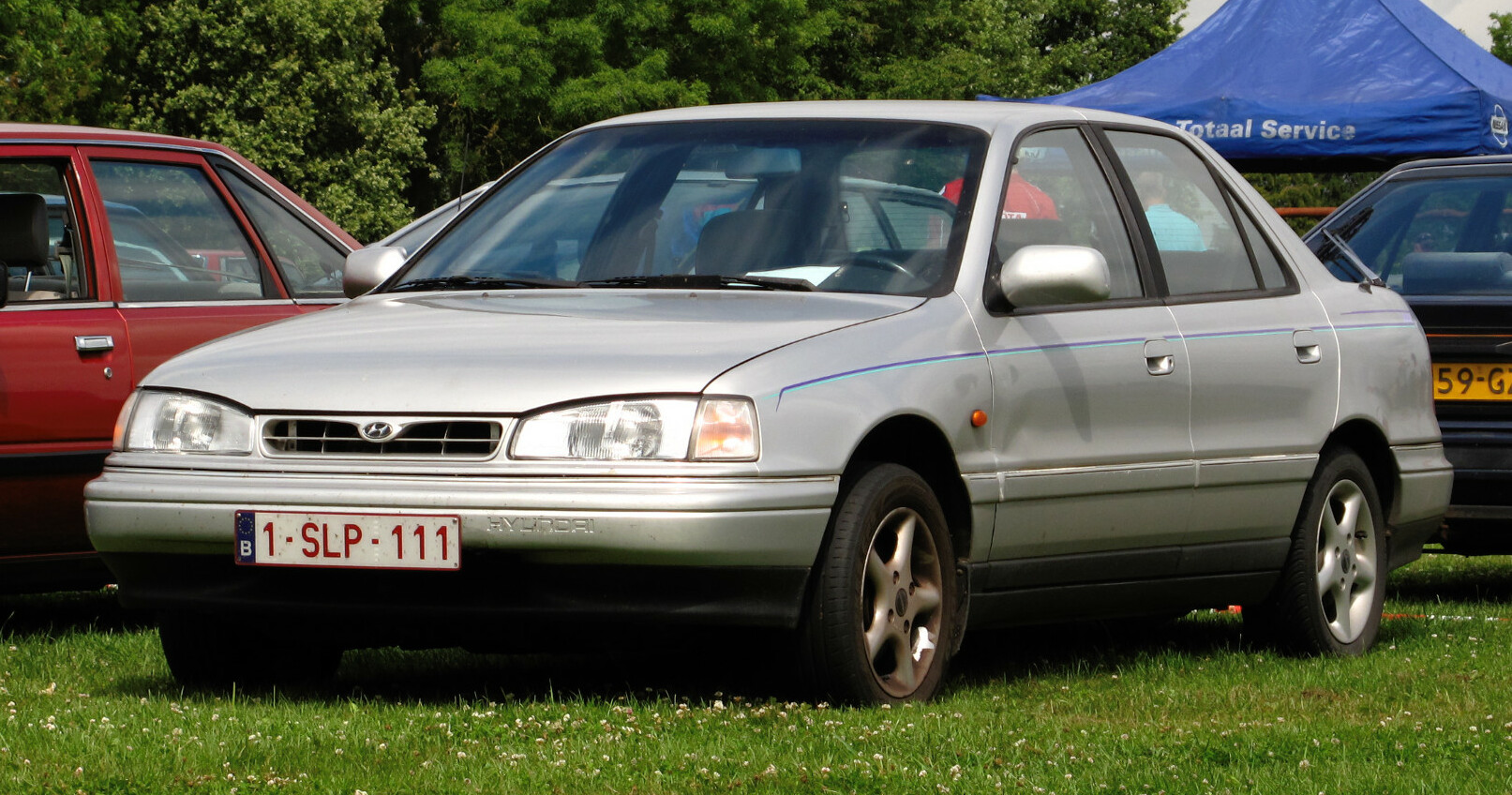
欧州仕様ラントラ 1990年10月初期型
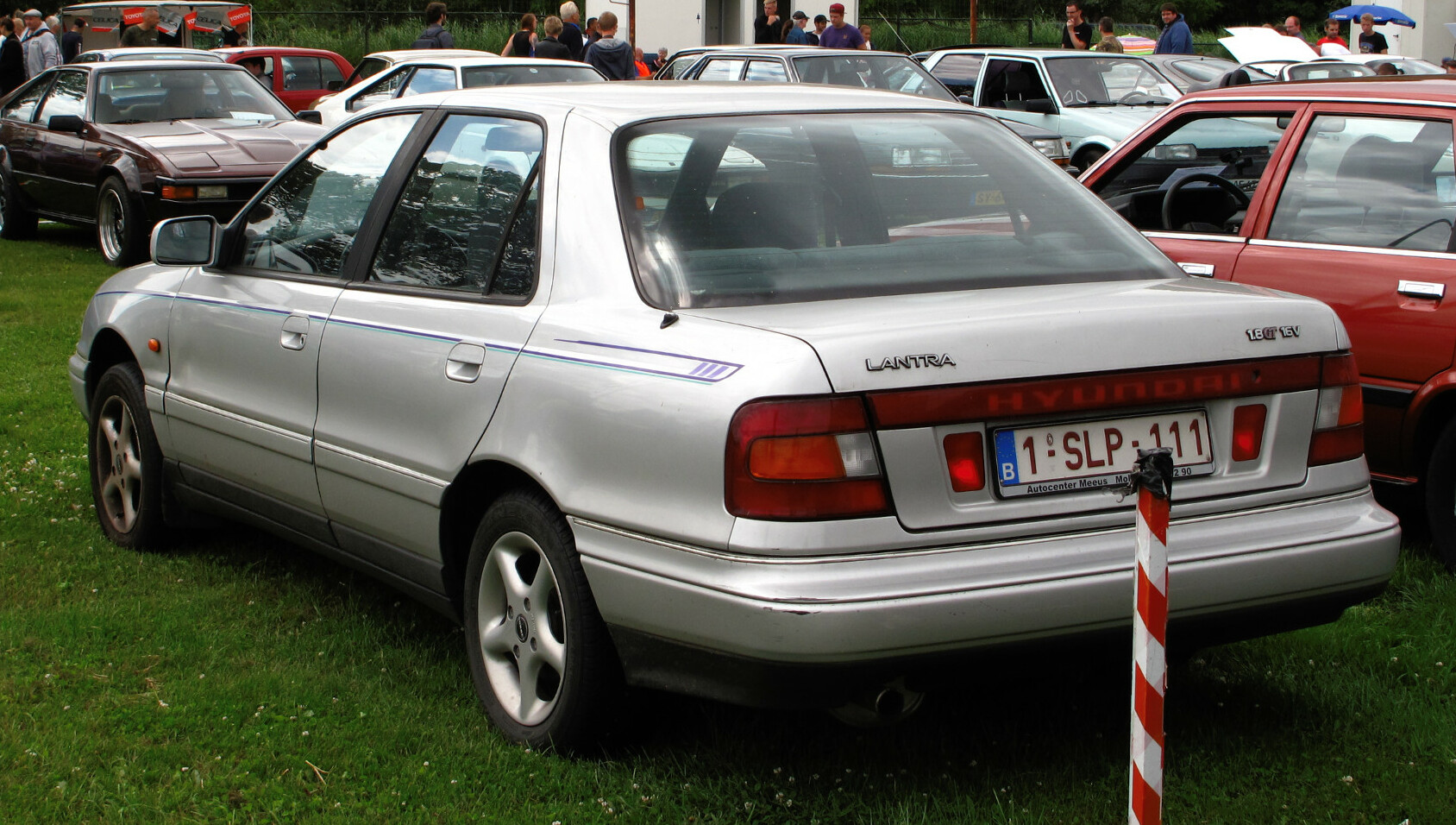
欧州仕様ラントラ 1990年10月初期型
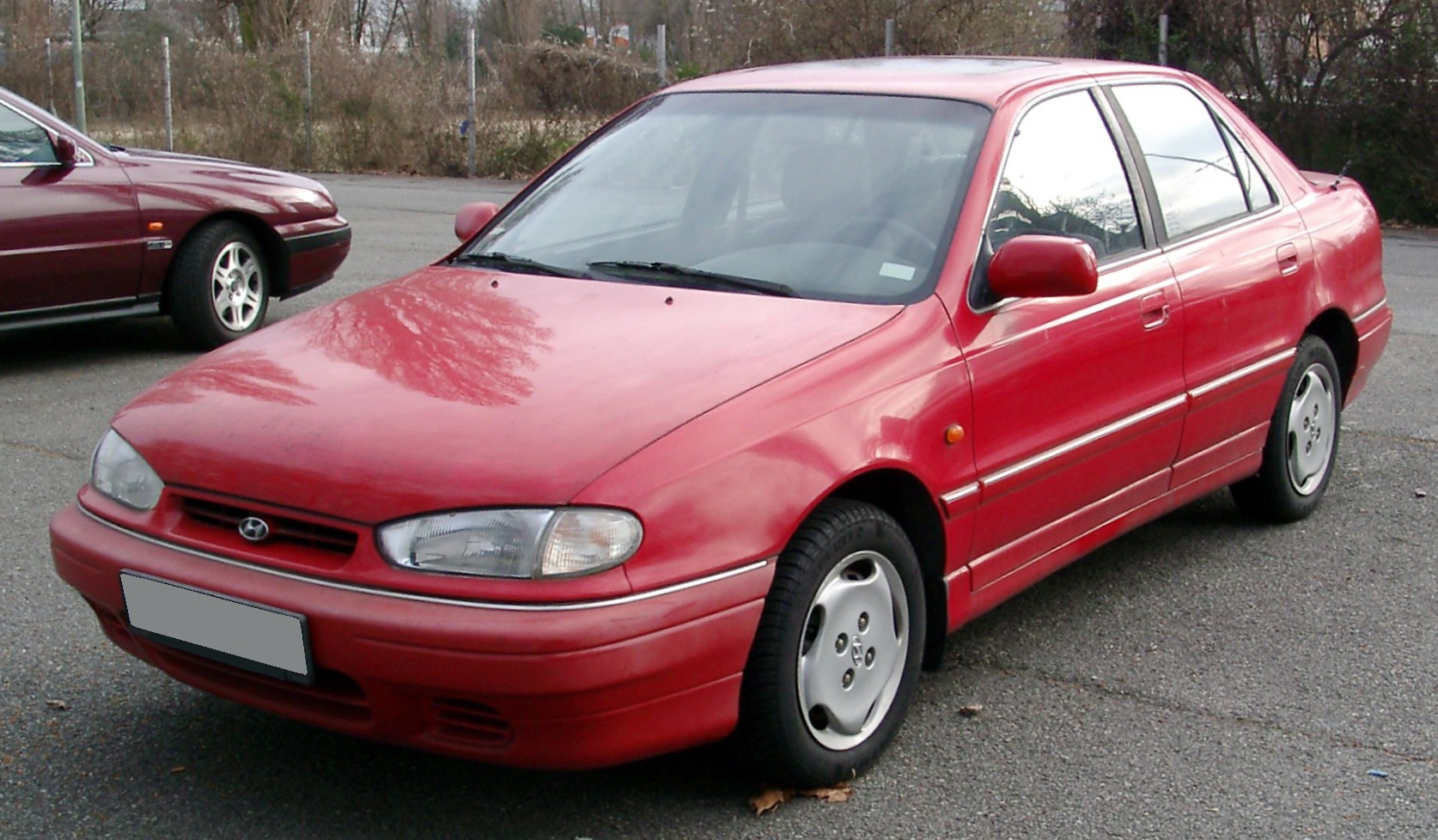
欧州仕様ラントラ 1993年4月改良型
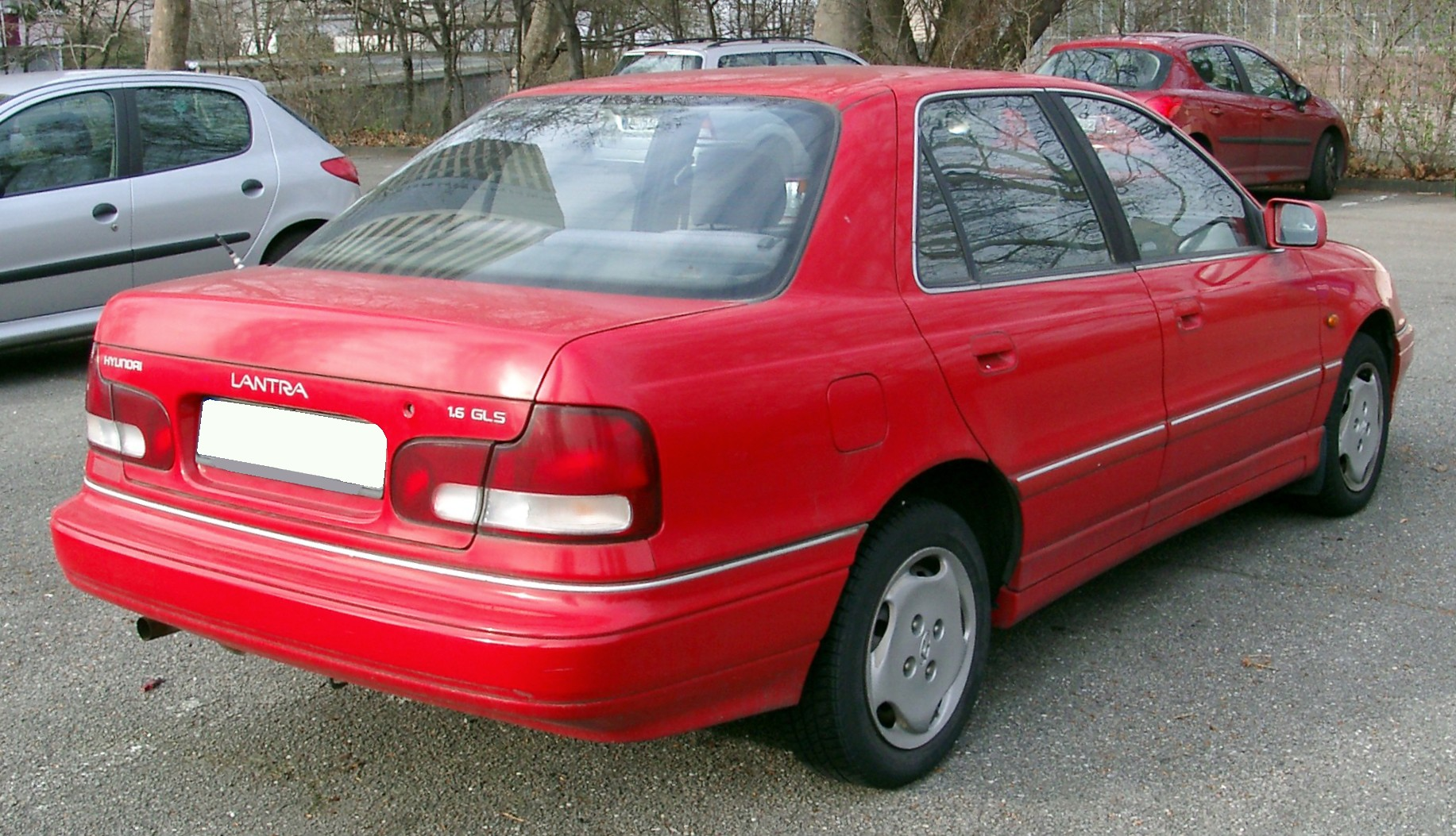
欧州仕様ラントラ 1993年4月改良型

## 2代目（型式: J2/RD系、1995年 - 2000年）
- 1990年 - 開発に着手。
- 1995年3月16日 - 5,000億ウォンを費やし、韓国市場にてフルモデルチェンジを実施。前述の通り韓国市場ではアバンテ（AVANTE 、朝: 아반떼）へと改名した。一部ではグアバンの愛称で親しまれる。デザインは同社のチーフデザイナーであるチェ・ジョンミンによるものであり[3]、高麗青磁をモチーフとした曲線で構成し、オールラウンドクリーンボディ型のエアロダイナミックスタイルにより空気抵抗を最小化した。また、同クラス初となる助手席エアバッグの採用により、安全性も向上させた。デジタル時計を計器盤に内蔵した事により視認性も向上させ、シートベルトプリテンショナーも採用。エンジンは自社製G4FK型1,495cc直4DOHC自然吸気及び自社製G4GM型1,795cc直4DOHC自然吸気へと変更した事により、国産化率は99.88%を誇り、当時における現代自動車の最高傑作とも言われる。また、モスクワモーターショーにて最優秀車に選定される。
- 1995年5月4日 - ソウル特別市江南区三成洞513に位置するCOEXにて開催された第1回ソウルモーターショーにて、ステーションワゴン型であるネクストワン（NEXT ONE、朝: 넥스트 원）を公開。
- 1995年9月18日 - ステーションワゴン型であるアバンテ・ツーリング（AVANTE TOURING、朝: 아반떼 투어링으）を発売。なお、韓国市場ではあまり人気を博せず、XD系以降は設定されない。
- 1995年10月 - ドイツの自動車雑誌、アウト・モトール・ウント・シュポルト（英語版）により最優秀車に選定される。
- 1996年8月 - PC通信、ハイテル（朝鮮語版）を通じて公認同好会であるアバンテ自動車同好会が創立される。後にCLUB J2へと改名しており、同社も全面的な支援を行った。
- 1996年10月23日 - マイナーチェンジを施し、1997年式へ移行。最高出力を向上させ、左側サイドミラーも電動格納とし、14インチアルミホイールを新採用した[4]。
- 1997年5月 - 現代グループ創立50周年を記念し、革巻ステアリング・ホイール及び革巻シフトノブ、14インチダブル5本スポークアルミホイール及びリアスポイラーの採用により差別化を図ったスペシャルエディションを発売。
- 1997年7月 - 木目調、天然皮革シート、リアスポイラー、金色のCI等を採用する最高級グレード、ゴールドを追加設定。
- 1998年2月20日 - 韓国市場にてマイナーチェンジを施し、オール・ニュー・アバンテ（ALL NEW AVANTE、朝: 올 뉴 아반떼）及びオール・ニュー・アバンテ・ツーリング（ALL NEW AVANTE TOURING、朝: 올 뉴 아반떼 투어링으）へと移行。グリルレスからラジエターグリルを採用し、ヘッドランプ及びテールランプをポリカーボネートとした。ガス式ショックアブソーバーの採用により乗り心地を改善し、全長及び全幅を其々30mm及び35mm拡大した。なお、外装デザインに関してはバランスを崩した、という評価も見受けられる。また、オール・ニュー・アバンテには韓国国内初となるリーンバーンエンジンを搭載したモデルが設定された（ちなみに、新型アクセントにも同時期にリーンバーンエンジンが搭載された）。
- 1998年5月 - G4FK型1,495cc直4DOHC自然吸気を追加設定。韓国車初となるリーンバーンエンジンであり、MT車の場合における燃費は、1Lあたり16.9kmである。また、1度の給油でソウル特別市 - 釜山広域市間を往復可能である。
- 1999年1月 - 5速MTにのみ搭載されるG4KF型（リーンバーン）に4速ATも追加設定。
- 1999年3月9日 - マイナーチェンジを施し、2000年式へ移行。準中型車初となる運転席エアバッグを全車標準装備とした[5]。

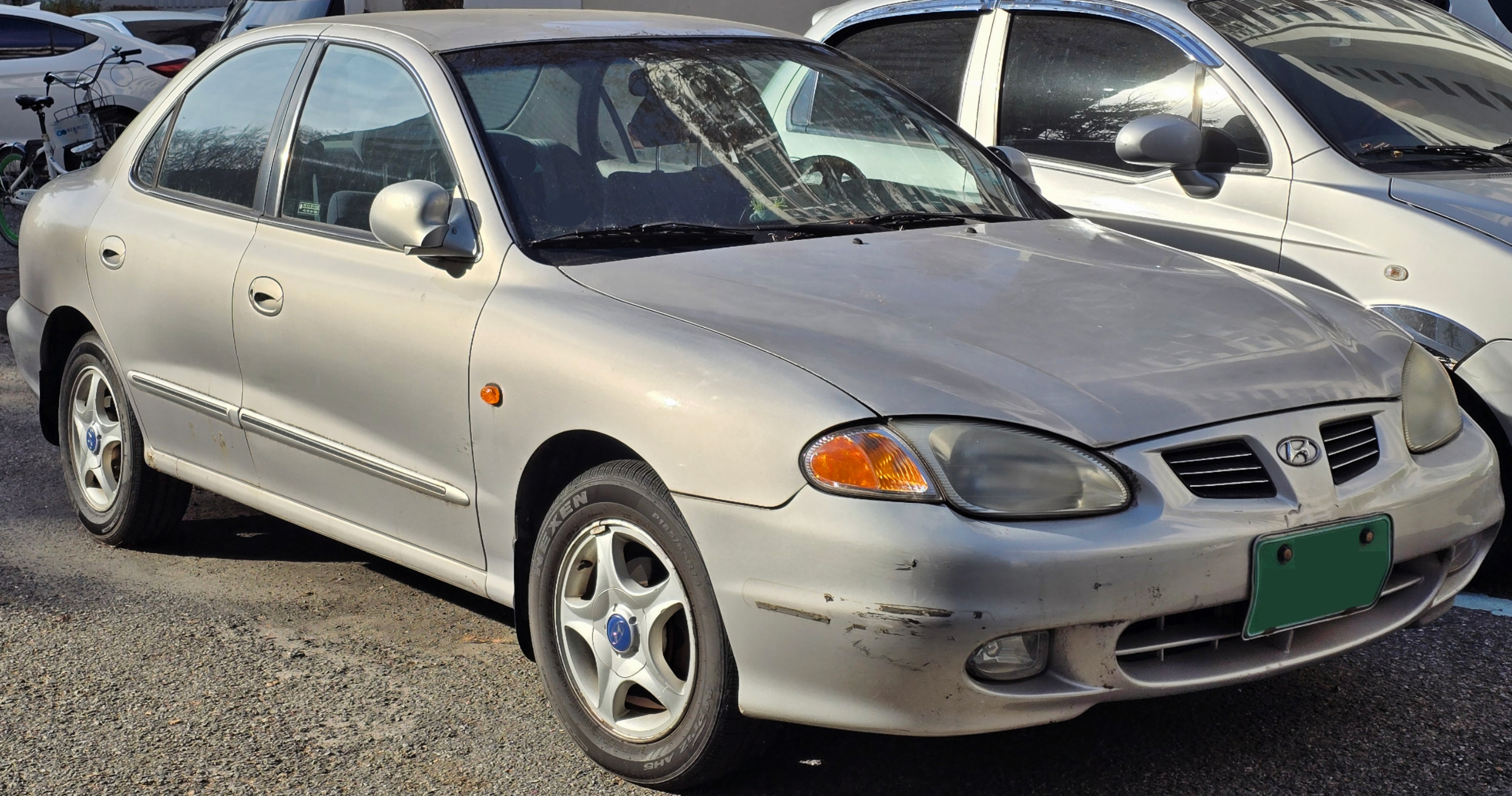
韓国仕様 1998年2月改良型
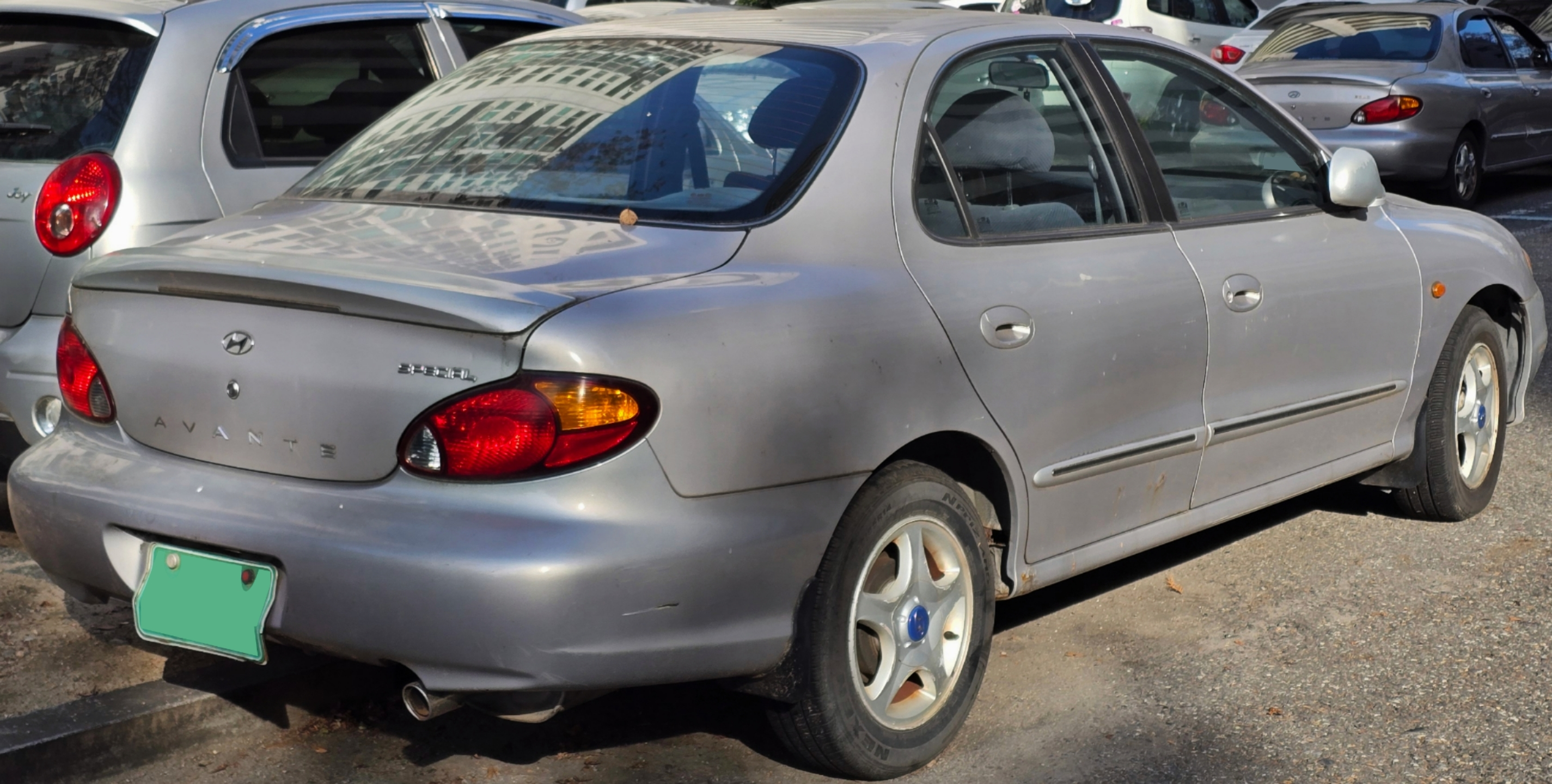
韓国仕様 1998年2月改良型
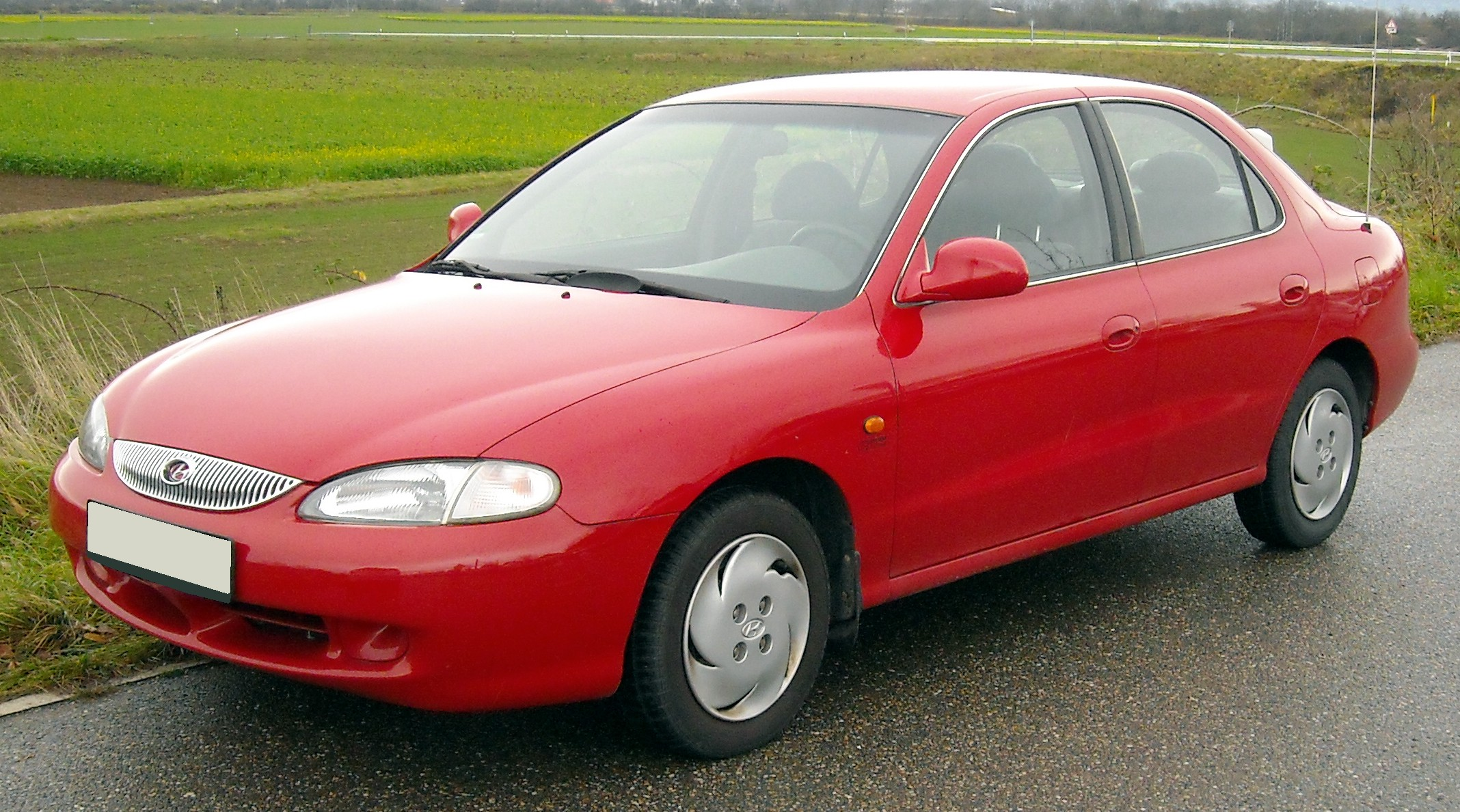
欧州仕様ラントラ 1995年3月初期型
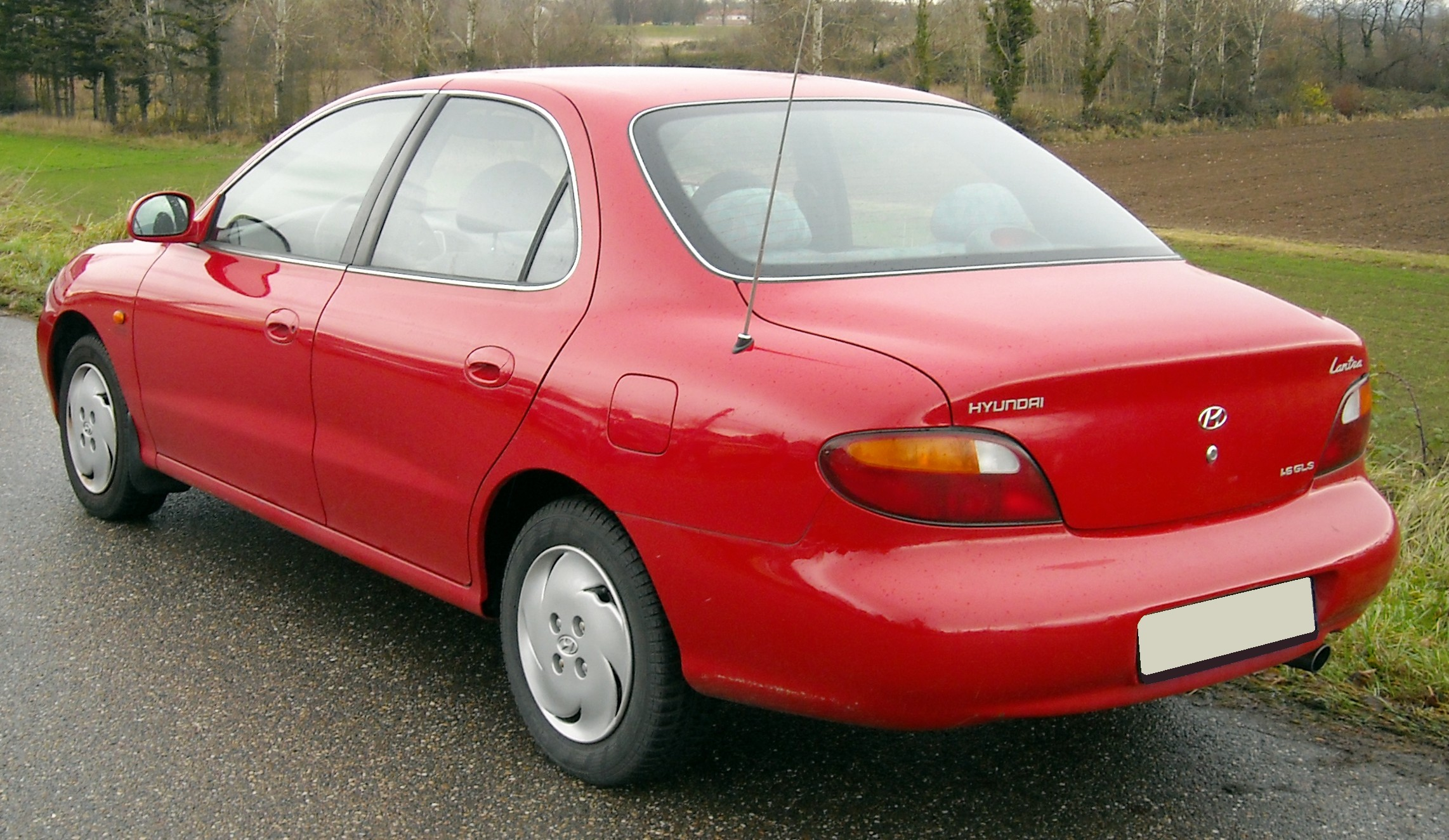
欧州仕様ラントラ 1995年3月初期型
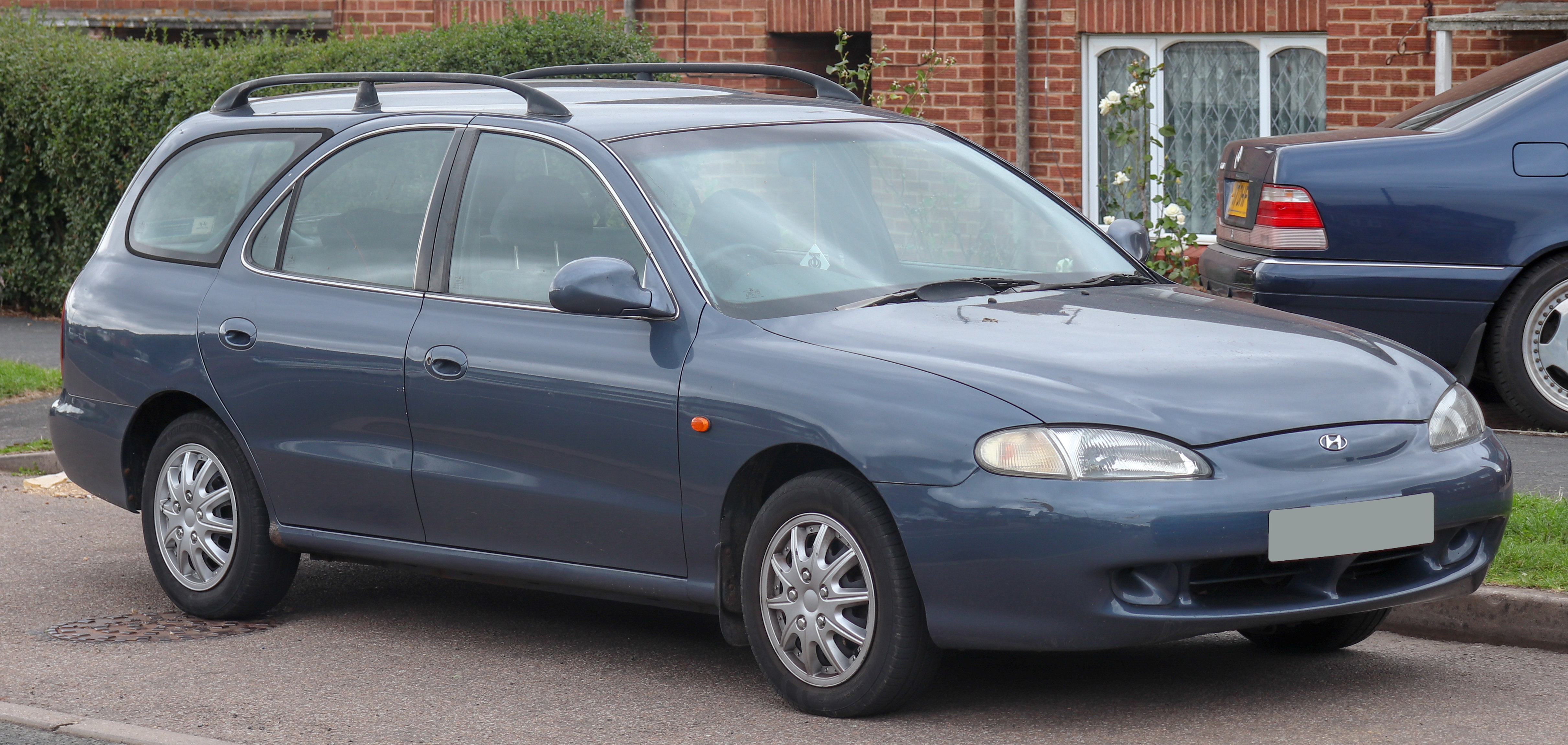
欧州仕様ラントラ・スポーツワゴン 1995年3月初期型
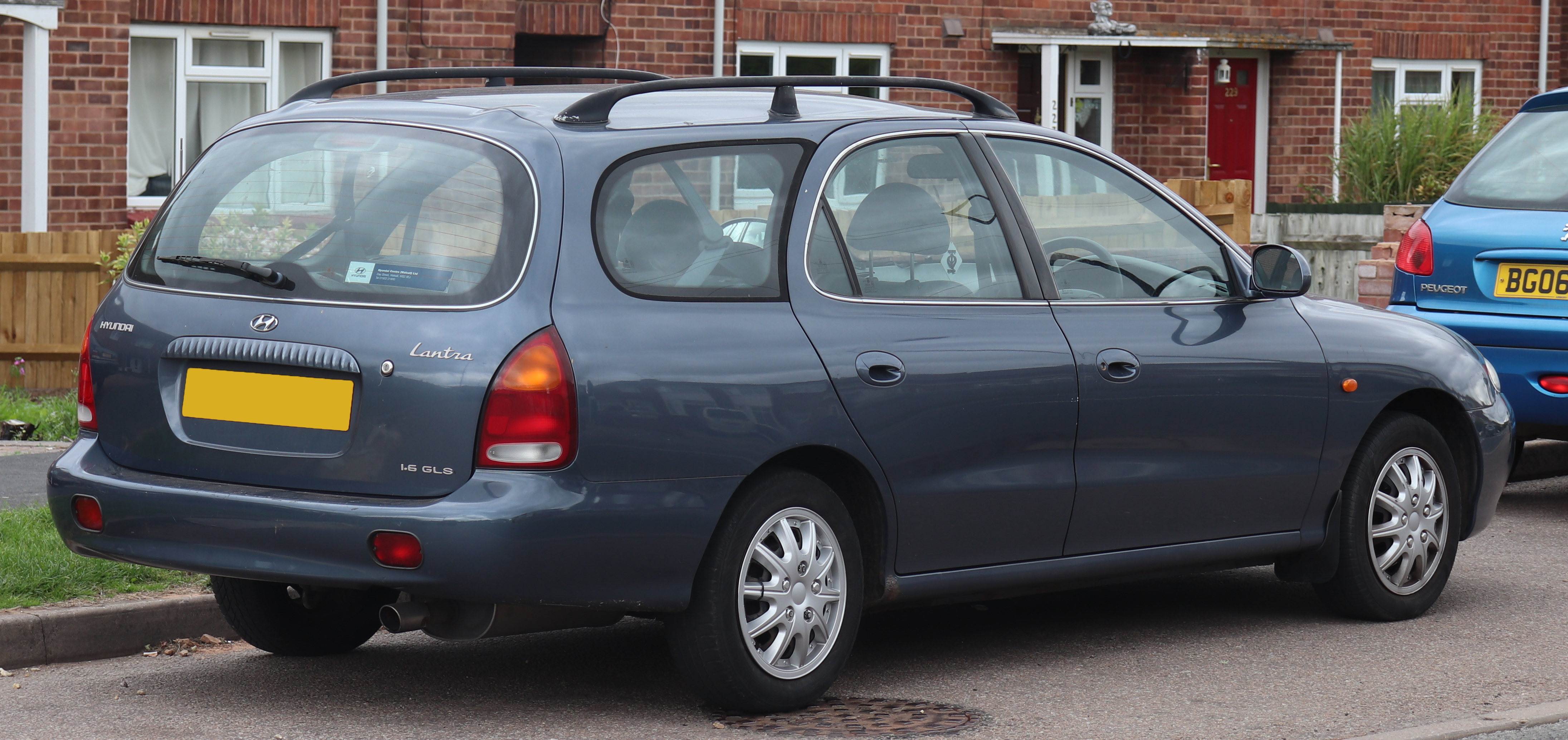
欧州仕様ラントラ・スポーツワゴン 1995年3月初期型
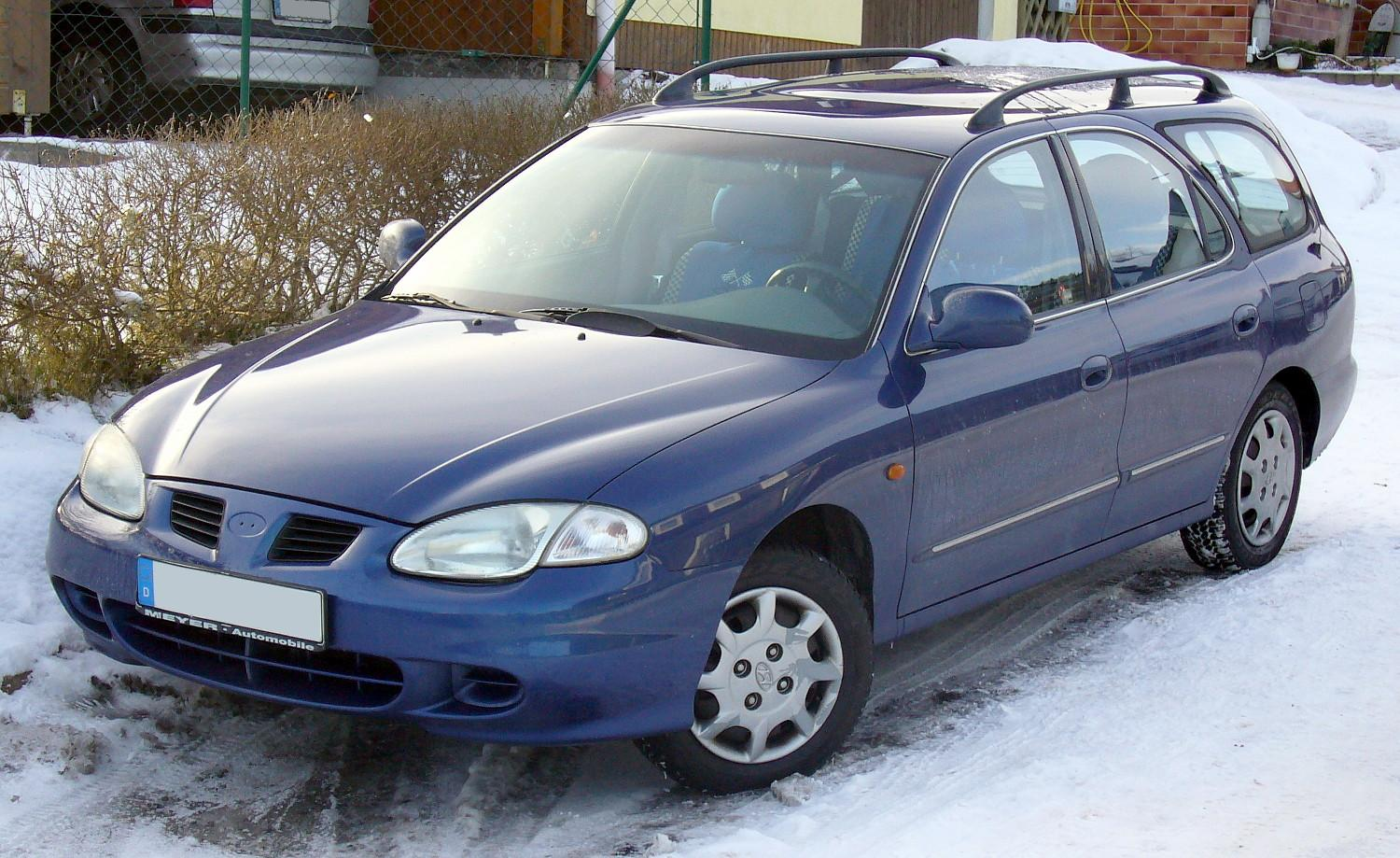
欧州仕様ラントラ・スポーツワゴン 1998年2月改良型
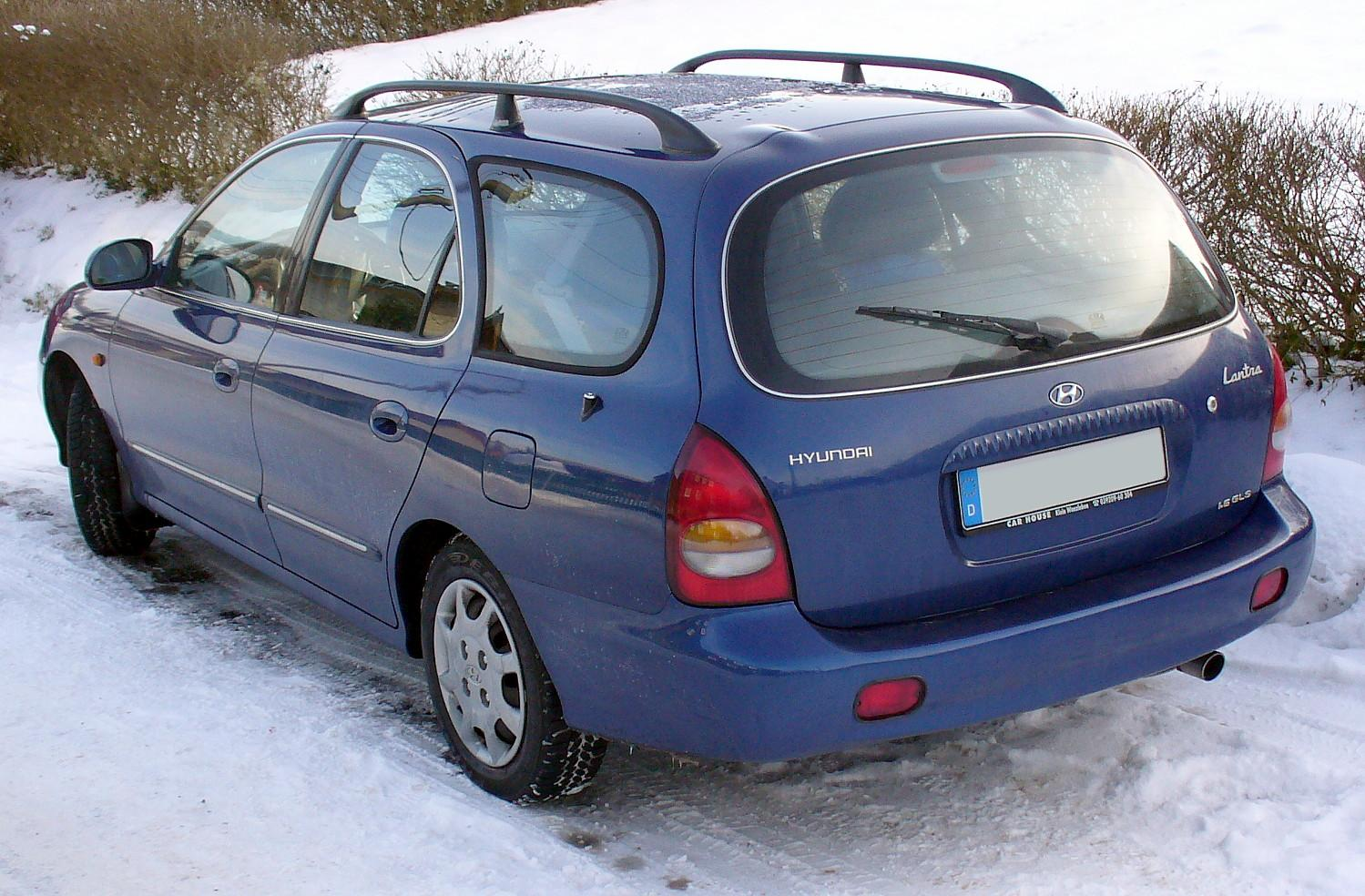
欧州仕様ラントラ・スポーツワゴン 1998年2月改良型

## 3代目（XD型、2000年 - 2006年）
2000年4月登場。韓国ではアバンテXDとして発売されている。開発コード名の「XD」は「エクセレント･ドライビング」の略称であり、後期型韓国仕様CMではその旨が言及されている。前作と異なり、かなり直線的な外観を特徴としている。ボディタイプは4ドアセダンおよび5ドアハッチバック（日本名エラントラユーロ、韓国名Sport(1.5L)及びRacing(2.0L)）が用意されている。韓国市場ではアルファ1.5Lガソリンエンジンとベータ2.0Lガソリンエンジンを搭載しており、韓国以外の市場では1.5Lディーゼルエンジンを搭載したモデルも販売された。 1.5Lには、SOHCのリーンバーンとDOHCの2種類のバリエーションが存在した。 同年11月にはハッチバックの5ドアモデルが韓国市場で発売。 基本仕様は1.5Lを搭載しており、「レーシング」グレードでは2.0Lを搭載し、より強力な性能を追求した。 
2002年には日韓ワールドカップを記念した3000台限定の「ワールドカップエディション」が韓国市場で販売された。2003年にマイナーチェンジが行われ、フロントマスクが大幅に手直し（フェイスリフト）された。初期型と異なり、曲線を多用したデザインに変更された。韓国仕様での変更点としては、それまで2.0L仕様のみであったVVTを1.5L仕様にも採用したことや、ABSを最下位グレード以外の全グレードに搭載したことなどがある。2004年には従来の1.5Lを1.6Lに置き換え、2005年には1.5Lのディーゼルエンジンを韓国仕様に追加した。
韓国で2006年にHD型にフルモデルチェンジされた後も、日本・中国・インド等では引き続きXD型が販売された。

### 日本仕様車について
日本では2001年発売。当初はセダン（エラントラ）とハッチバック（エラントラ　ユーロ）の両方が販売されていたが、2003年のフェイスリフト後はセダンのみのラインアップとなっている。ほぼ5ナンバーサイズと言っても差し支えない（全長・全高に至ってはT240系アリオン/プレミオよりもむしろ短い）が、全幅が5ナンバーサイズ上限の1700mmを25mmオーバーしているため3ナンバー登録である。
日本仕様車にはベータシリーズの直4DOHCエンジンが用意されている。2.0Lは全車ATだが、1.8Lに関しては前期型のセダン（1.8GL GH-XD18型）に5速MTが設定された時期があった。なお、当初はセダン3グレード/ユーロ2グレードでそれぞれに2種類のエンジンが設定されたが、その後のグレード整理によりユーロは1.8Lのみとなっていた。また、フェイスリフト直後も1.8Lのみの設定だった。車体価格の安さ（後期型税込み価格は約140万～165万円）から、都内の一部の個人タクシーで採用されている。
日本市場では販売の低迷から2008年4月7日に販売を取り止めることを決定し、在庫が無くなり次第販売終了となった。
次期型のHD系は日本に投入されていないが、それと同一のプラットフォームを使用したハッチバック及びステーションワゴンのi30が投入さたこと、その上i30自体アメリカではエラントラを名乗ることを考えると、日本やアメリカではエラントラはセダンからハッチバックおよびステーションワゴンへの完全移行を伴う実質的なフルチェンジを行ったと解釈できる。

### 自動車衝突安全テスト
| 機関      | 試験年 | 評価                                                                                                  | 備考                                                                                    |
| --------- | ------ | --- | --------------------------------------------------------------------------------------- |
| EURO NCAP | 2001   | Adult Occupant ★★★☆☆ Pedestrian★★☆☆ 出典                                                              | フェイスリフト前 1.6L 左ハンドル 5ドア ※ただし公式資料では｢4-door saloon｣とされている。 |
| NHTSA     | 2003   | 正面衝突 ドライバー：★★★★☆ 助手席：★★★★★ 側面衝突 ドライバー：★★★★★ 助手席：★★★★☆ 耐横転性 ★★★★☆ 出典 | フェイスリフト前 サイドエアバッグ付き 4ドア                                             |

### 中国仕様車について
オリンピック直前に北京タクシーとしておよそ8万台が受注され、北京市内のタクシーの相当量で使用されたことがある。中国においては、MD系が登場した2012年4月現在においても、フェイスリフトを重ねながらXD系の販売が行われて続けている。中国名は「伊蘭特」。現在販売されているものは外観上基本的には他国向けの後期型と大差はない。しかしグリルとフロントバンパーが変更されており、さらにメーカー文字エンブレムは「Hyundai」ではなく現地合弁の「北京現代」となっている。北京現代のラインアップ刷新で2019年に販売を終了している。

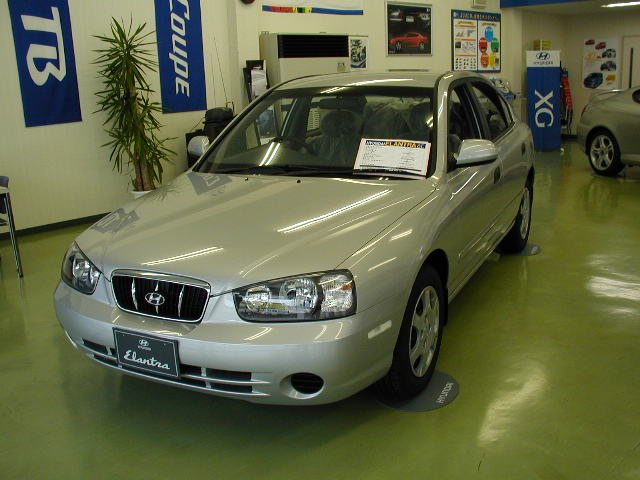
3代目エラントラ前期・日本仕様車 1.8GL（XD18型）
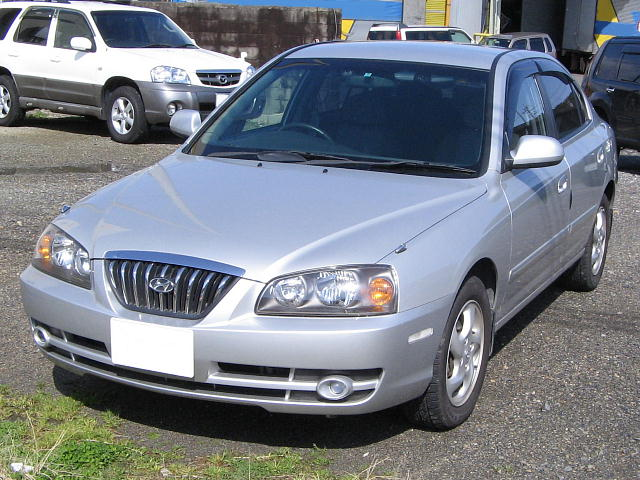
3代目エラントラ後期・日本仕様車 2.0GLS（XD20型）
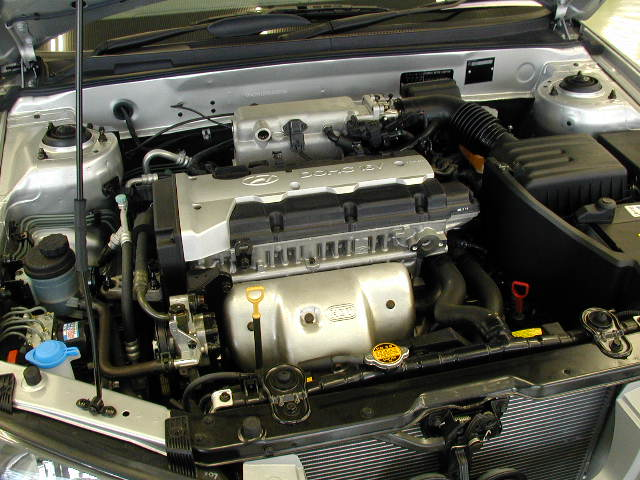
日本仕様1.8GL前期型に搭載されているベータエンジン (G4GB)
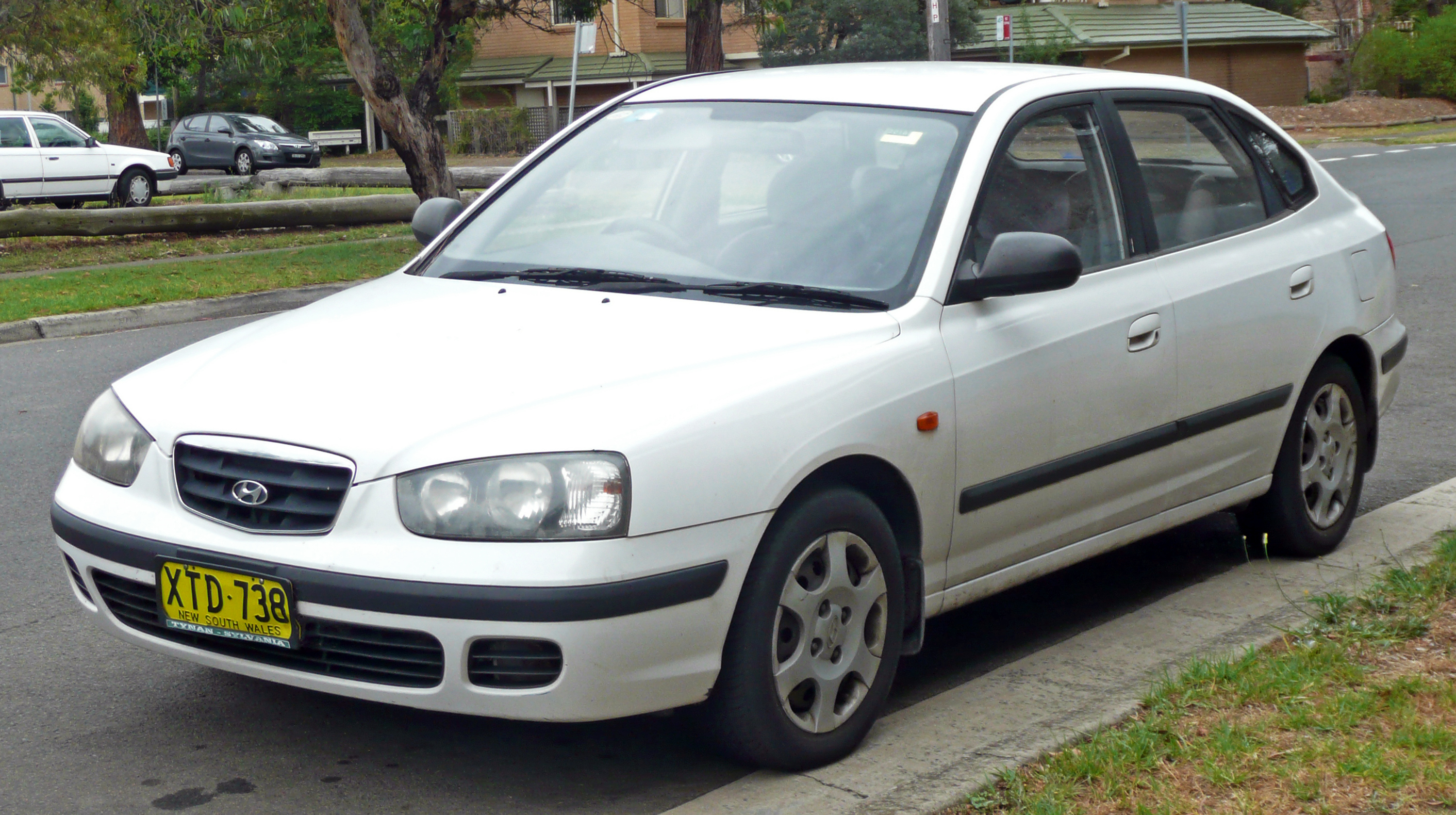
前期型5ドア(日本名エラントラ・ユーロ) 豪州仕様車GLハッチバック
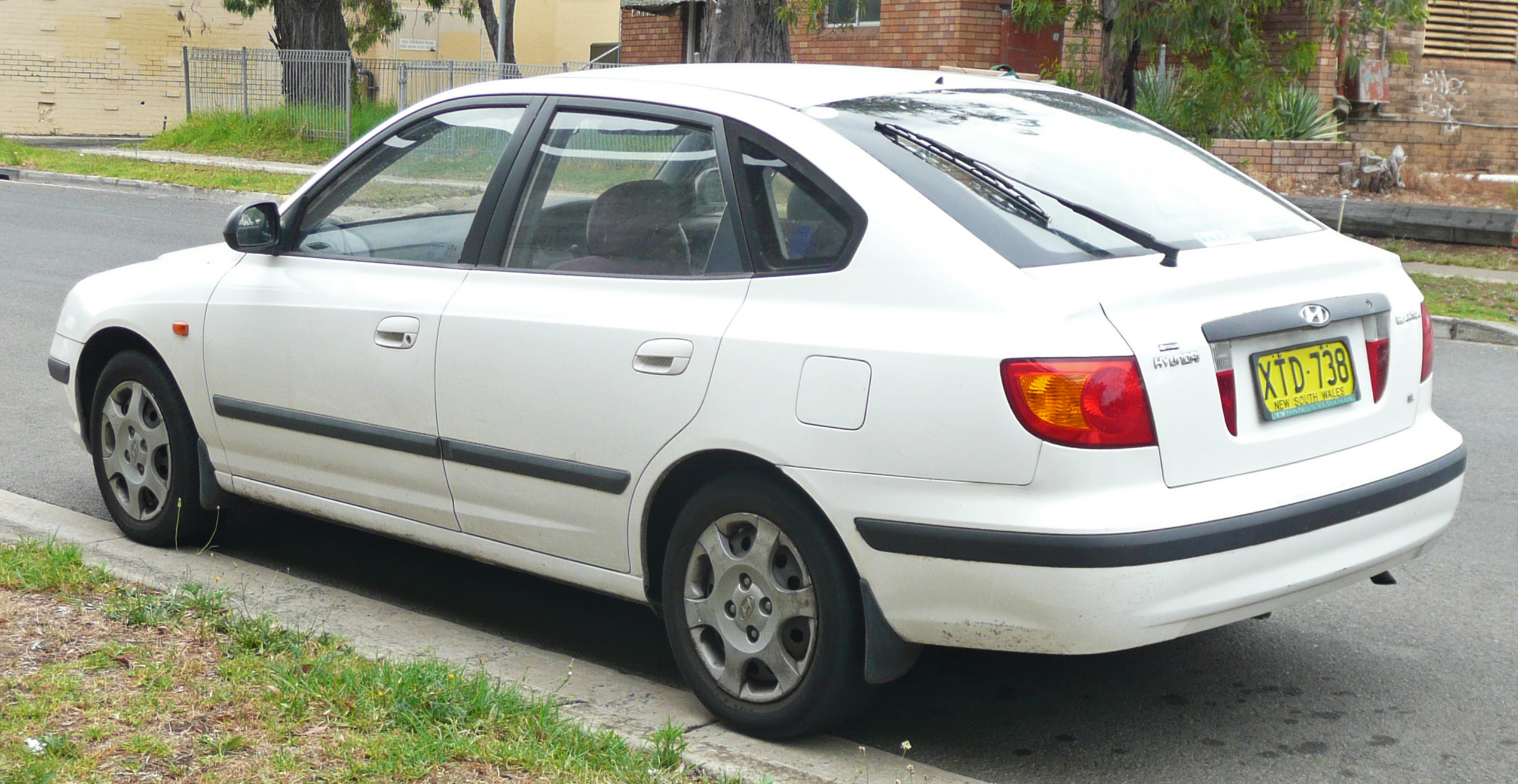
前期型5ドア 豪州仕様車GLハッチバック
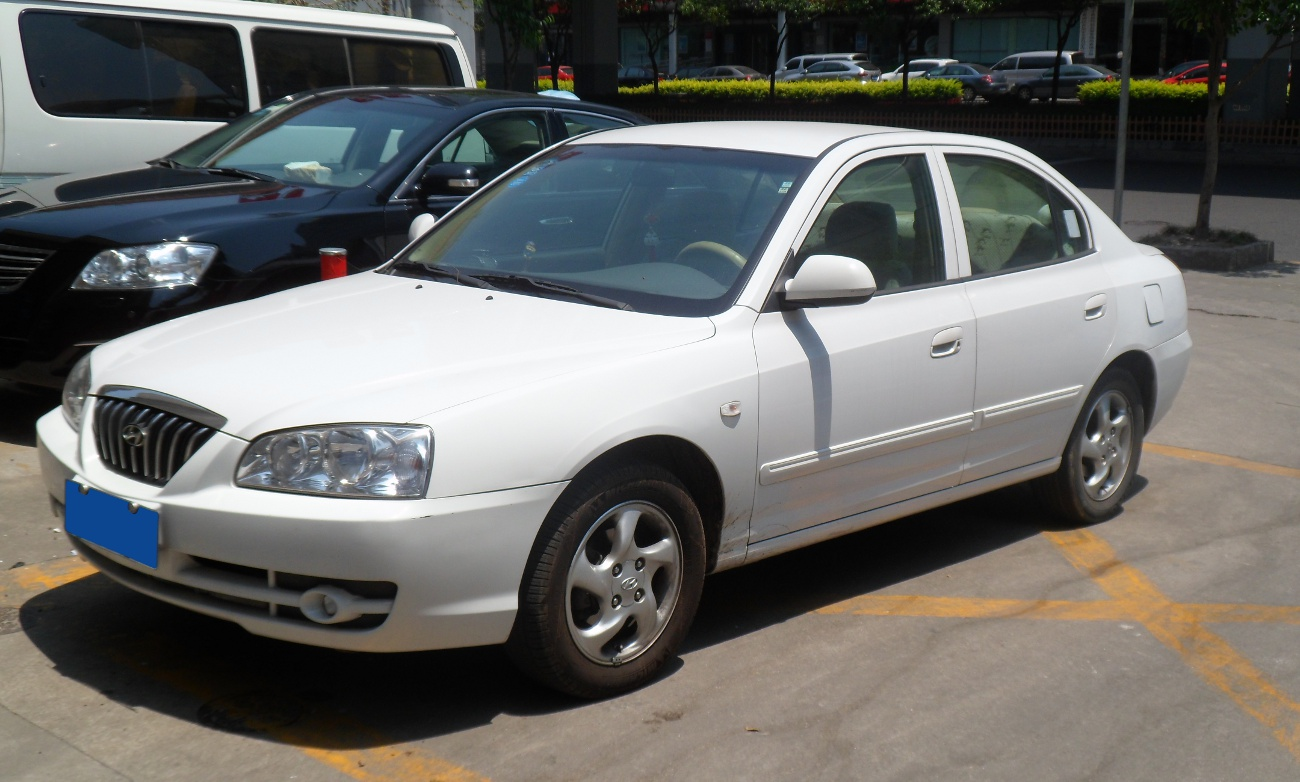
中国仕様タクシー(II型)
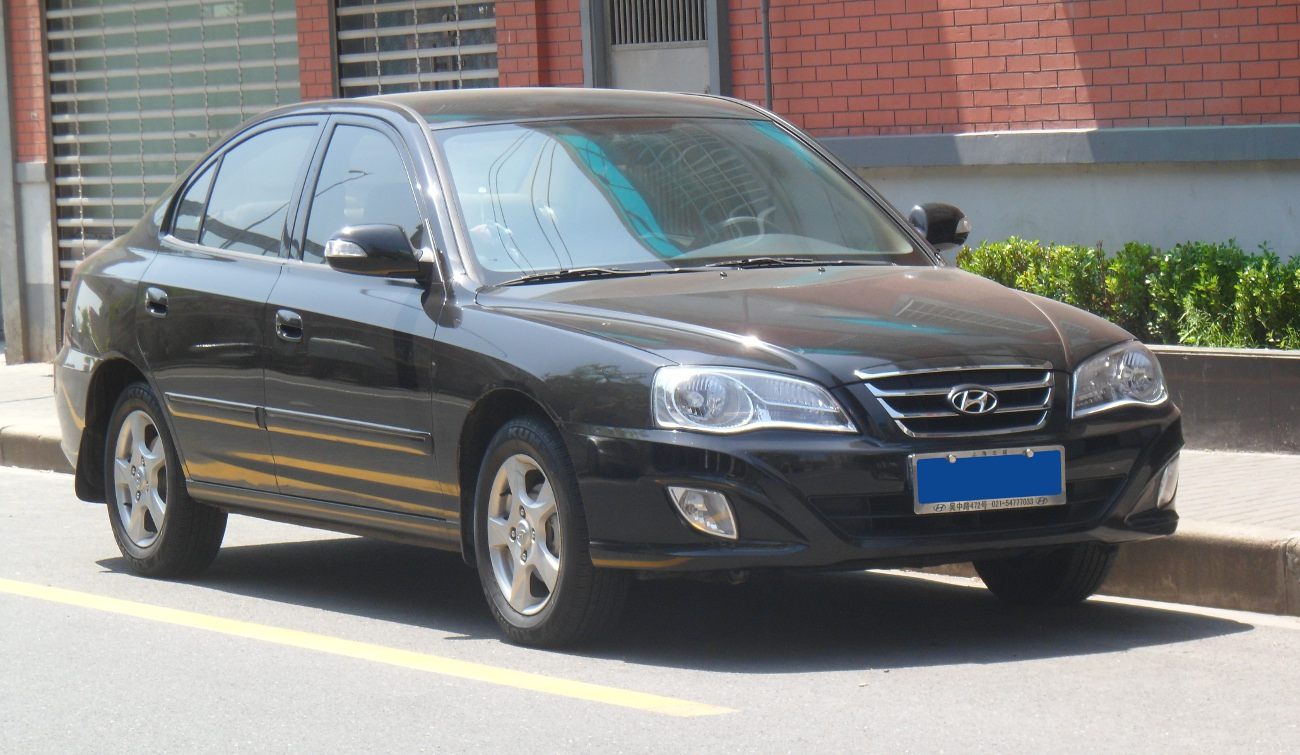
中国仕様車(III型)
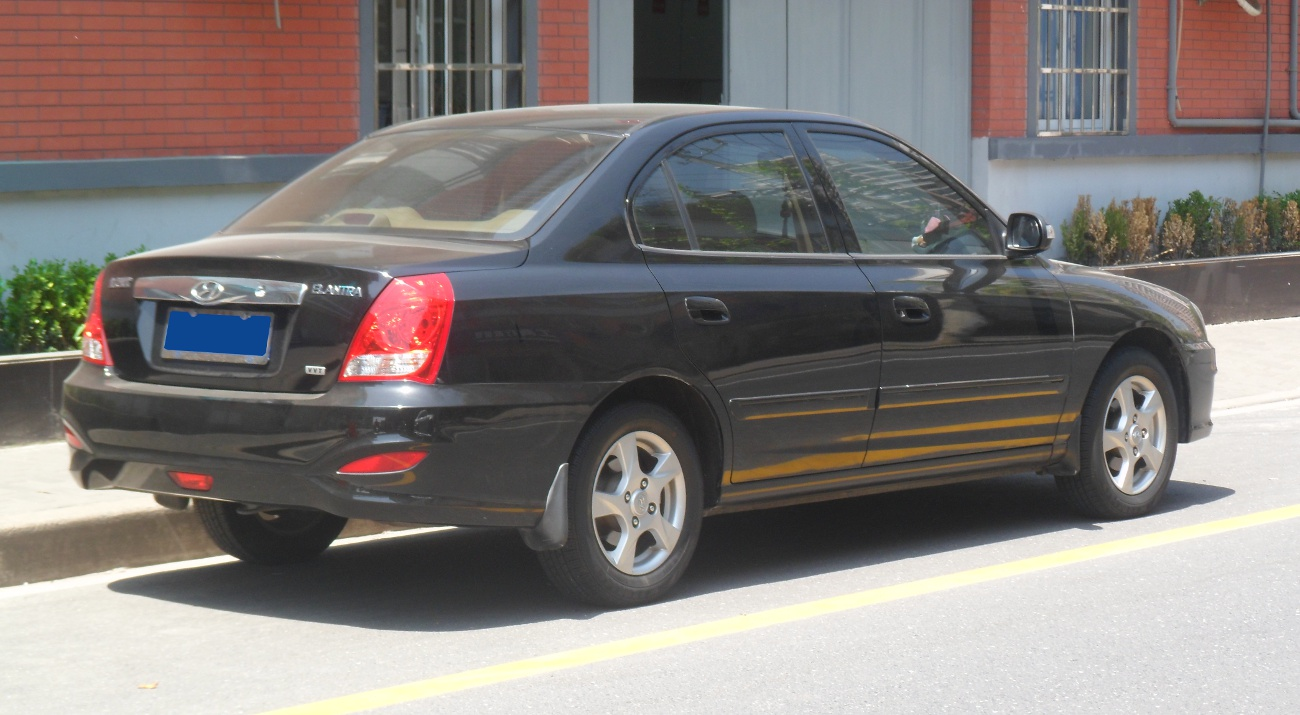
中国仕様車(III型)

## 4代目（HD型、2006年 - 2010年）

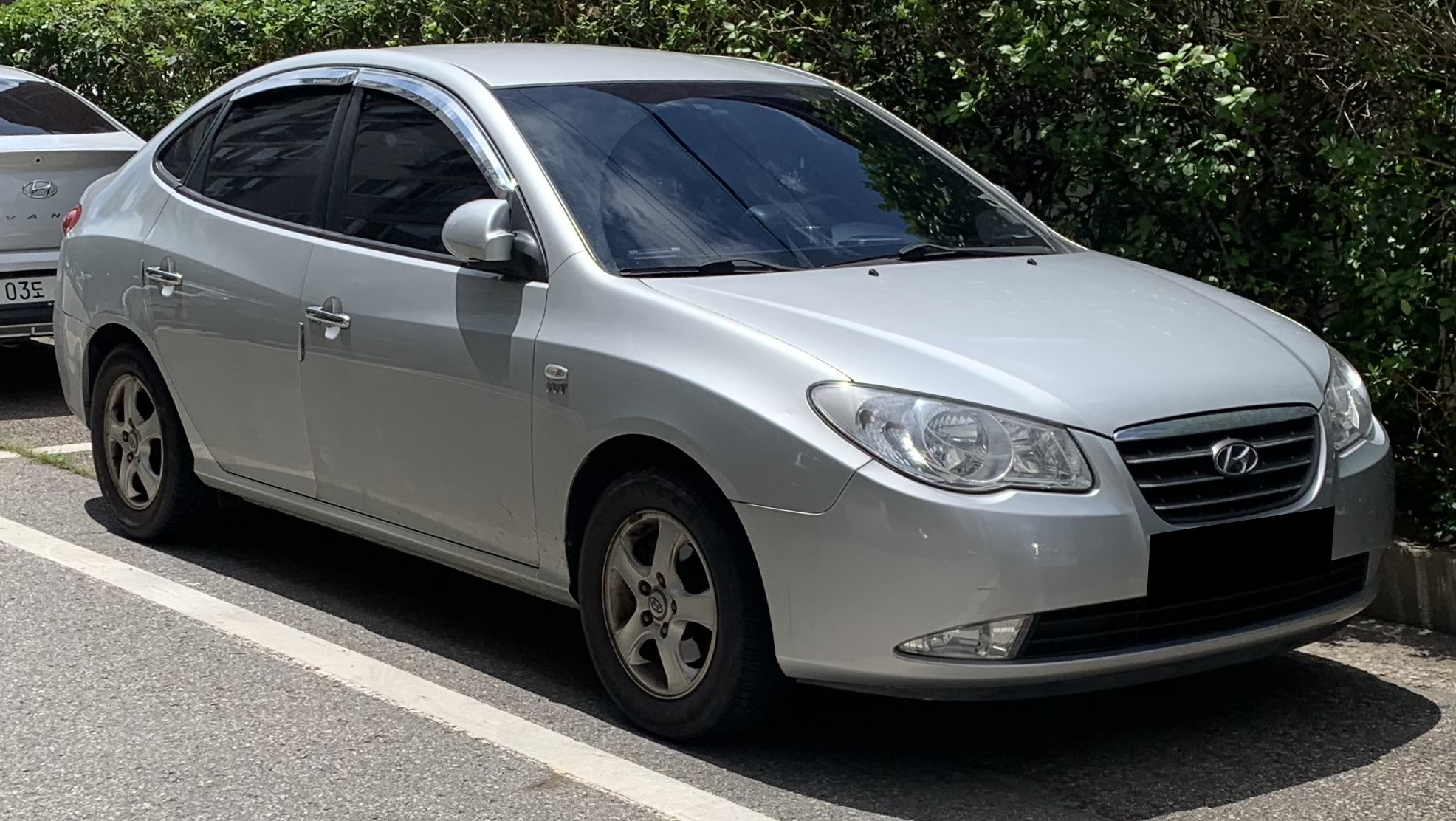
アバンテHD

2006年4月のニューヨーク国際オートショーで世界初公開された。続いて韓国でも同じく4月開催の釜山モーターショーで新型アバンテが発表されたが、ストライキの影響で生産が遅れ、6月にようやく販売を開始した。歴代のエラントラで初めて電動式パワーステアリングが装着された。 しかし、初期型の電動パワステはハンドルがロックする現象やカップリング耐久性不良問題などの品質問題が時間が経つにつれ浮上し、リコールが行われた。ボディタイプはセダンのみ。エンジンは北米仕様が2.0L（ベータエンジン）で、韓国仕様はこれに加えて新開発の1.6L（ガンマエンジン）、および1.6Lのコモンレールディーゼルエンジン（Uディーゼルエンジン）も用意される。サスペンションはフロントがマクファーソンストラット、リアがインホイールタイプのマルチリンク。ボディーサイズ（韓国仕様車：06年6月19日現在）は全長4,505mmｘ全幅1,775mmｘ全高1,480mmで、先代型(XD系)に比べ全幅・全高が約5cmほど拡大されている。
韓国国内での車名はソナタやグレンジャー同様サブネームが外れ「アバンテ」となるが、便宜上「アバンテHD」としばしば呼ばれる。
韓国仕様の2.0L車は、2007年11月にi30の2.0L車が投入されたことにより販売が打ち切られた。
アメリカでは、i30のステーションワゴン仕様「i30 CW」が"エラントラツーリング"として販売されている。

### 中国仕様（HDC）
前後のデザインを大幅に変更した中国仕様車（コード名HDC）が北京現代汽車から発売されている。中国名を「悦動」としており、併売されているXD型（「伊蘭特」）と区別している。

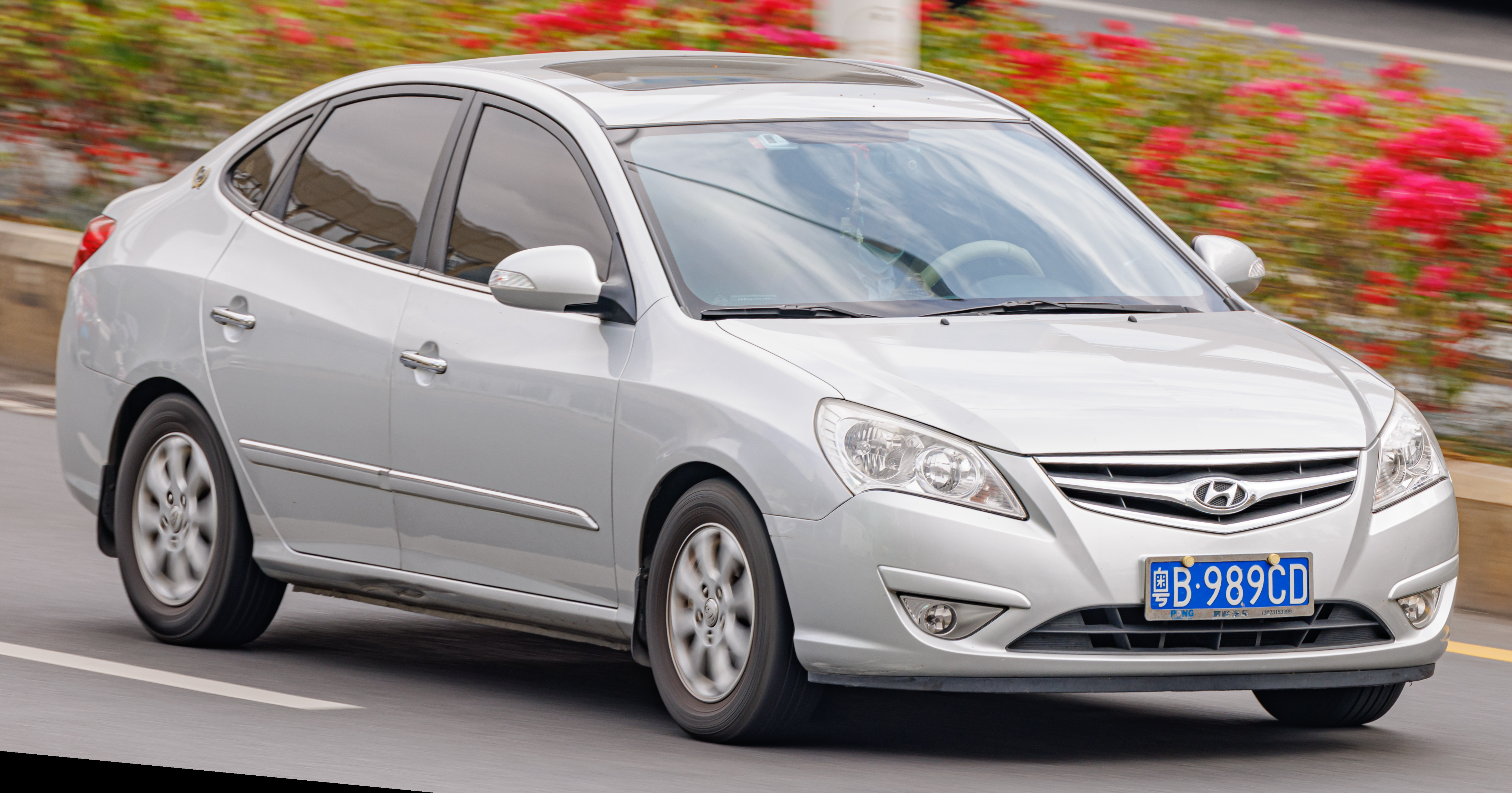
中国仕様（HDC)
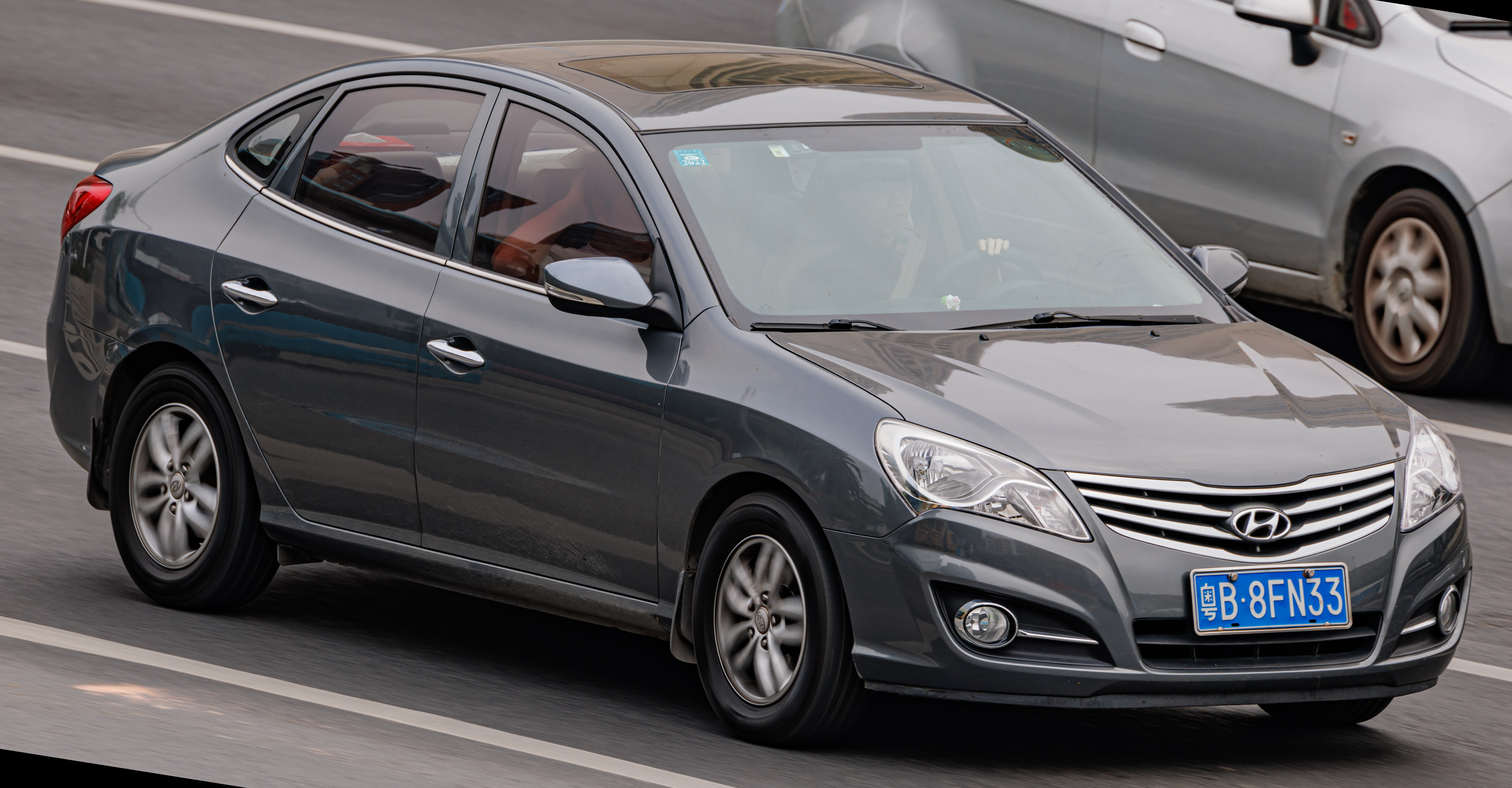
中国仕様改良型（HDC)

### エラントラEV(中国仕様)
2018年現在、中国市場において本車をベースとした電気自動車｢エラントラEV｣が販売されている。上述のようにHD系の中国名は｢悦動｣だが、このモデルに関しては｢新伊蘭特EV｣と表記されている。

### ハイブリッドLPi
2009年4月のソウルモーターショーでハイブリッドLPiが初公開され、同年7月8日から発売開始された。LPGのハイブリッド車としては世界初であり、同時に韓国車初のハイブリッドカーでもある。
1.6LのLPiエンジンにCVTが組み合わされており、バッテリーはリチウムイオンポリマー二次電池。尚、これに関してはLG化学のものであると報じられている場合がある。外装に関してはヘッドライトとリヤテールレンズにLEDを内蔵した専用品と専用エンブレムを装着。また、外装色にはLPi専用のグリーンも用意され、専用のエアロパーツ類も装着されている。内装に関してはメーターを除いて大きな変更点は見られない。
朝鮮日報の報道によれば、アバンテ・ハイブリッドLPiの燃費（燃料価格比）はガソリン車換算で38-39km/lと試算されている。
しかし、停車中にアイドリングストップをするとエンジンだけでなくクーラーまで停止してしまうなどの問題も抱えていた。
2010年7月、2011年モデルを発表。内外装のリフレッシュと安全性能と環境性能の向上が図られた。尚、後述のMD型（5代目）発売後もエコ需要に積極的に対応することを目的に当面の間併売される。

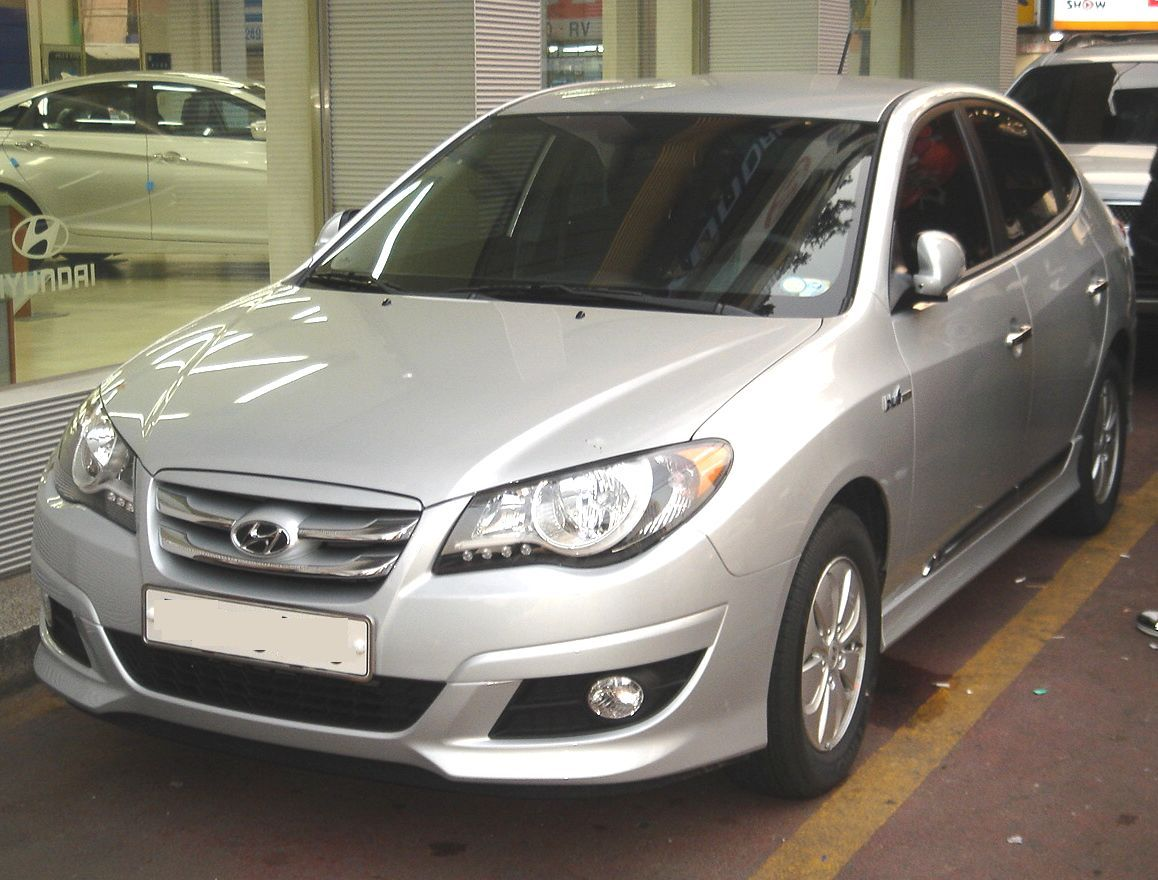
アバンテ・ハイブリッドLPi
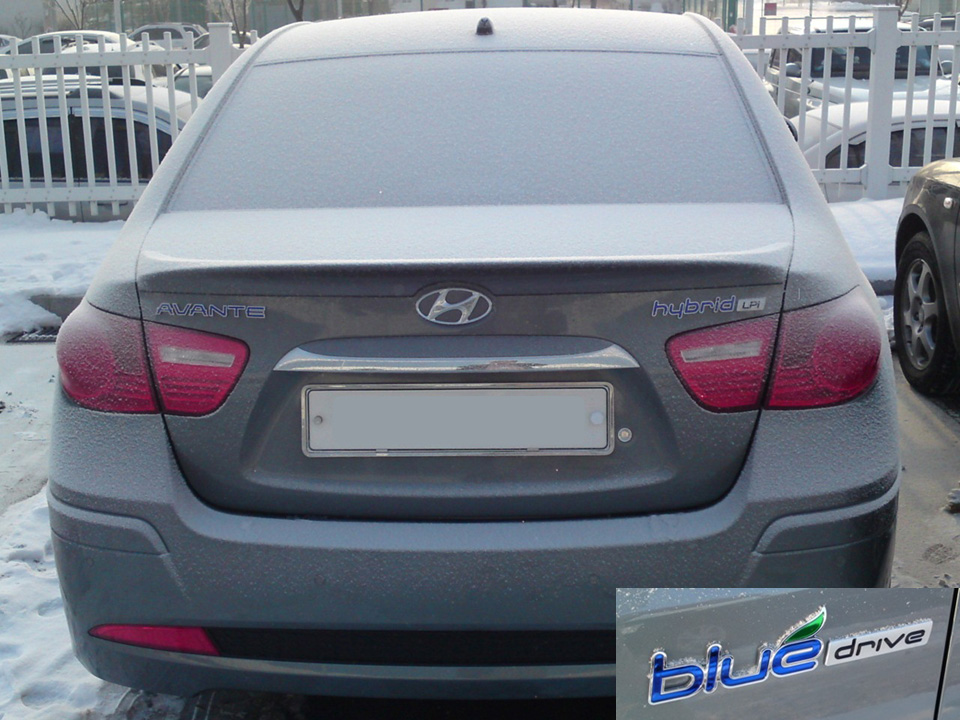
ハイブリッド仕様を示すエンブレム

## 5代目（MD型(セダン)、2010年　- 2015年/JK型(クーペ)、2013年-）
2010年4月の釜山モーターショーで発表され（同モーターショー唯一のワールドプレミア）、同年8月に発売を開始。外観はYF型ソナタやRC型アクセントと同様に"fluidic sculpture"（流体の彫刻）と呼ばれるスタイリングをまとっている。サイズは全長4,530mmｘ車幅1,775mmｘ車高1,435mmと旧型に比べてそれぞれ+25mm、±0mm、-45mmとなり、ワイド＆ローを強調。装備的にはHIDヘッドランプやLEDテールライト、フロントの両席エアバッグとサイドエアバッグ、トランクルームから操作できる可倒式リヤシート（トランクスルー）、リヤパーキングアシストシステムなどといったクラスを超えた上級装備を備えながらも、価格上昇を最小限に抑えた。エンジンは140PSを誇る1.6LガンマエンジンのGDi版に6速ATが組み合わせられる。
尚、グレードは装備の差異に応じて「デラックス」「ラグジュアリー」「プレミア」「トップ」の4種を設定。
2010年11月11日、韓国で購入から1か月にも満たないMD型アバンテが走行中に火災を起こして爆発・全焼したという事件が報じられ、ヒュンダイは事故の事実を認めた
2010年11月、ロサンゼルスオートショーにて北米デビューを果たした。北米仕様車には150PSを発揮する新開発の1.8Lエンジンが搭載され、高速燃費は40MPG（約17km/L）を誇るとしたが、後年アメリカ合衆国環境保護庁（EPA）により燃費が誇大表示と指摘された。また、北米向けエラントラの製造はソナタと同様にアラバマ州モンゴメリーのヒュンダイ・モーター・マニュファクチャリング・アラバマ (HMMA) にて行なわれる。
2012年1月、フォード・フォーカス、フォルクスワーゲン・パサートを抑え2012年北米カー・オブ・ザ・イヤーの乗用車部門を受賞した。
2012年2月、シカゴオートショーにてエラントラクーペと、エラントラGT（GD型i30ハッチバックの北米版）が発表された。
2013年4月2日、韓国国内で「アバンテクーペ」を発表（車両は先行してソウルモーターショー2013にて展示）。同日に発売開始した。エンジンは2.0LのGDiのみで、「スマート」「プレミアム」の2グレードを用意。しかし、ドアの枚数が異なることを除けばセダンとの違いに乏しかったため、韓国と米国の両国で販売面では大きく失敗した。
2013年8月13日、セダンを「ザ・ニュー・アバンテ」としてマイナーチェンジ。新デザインのバンパーやリヤコンビネーションレンズを採用するとともに、ヘッドライトにLEDを内蔵することで質感を向上させた。パワーユニットについては、輸入車を中心に、近年韓国内で高まりつつあるディーゼル車人気を背景に、新たに1.6L・VGT直噴ディーゼルエンジンをラインナップし、計3種類とした。

### 中国仕様
2012年4月の北京モーターショーにて中国仕様車が発表された。中国名は「朗動」。中国専用にフロントグリルとバンパーのデザインが変更されている。朗動は同年8月22日から発売開始された。エンジンは1.6Lと1.8Lの2種類。

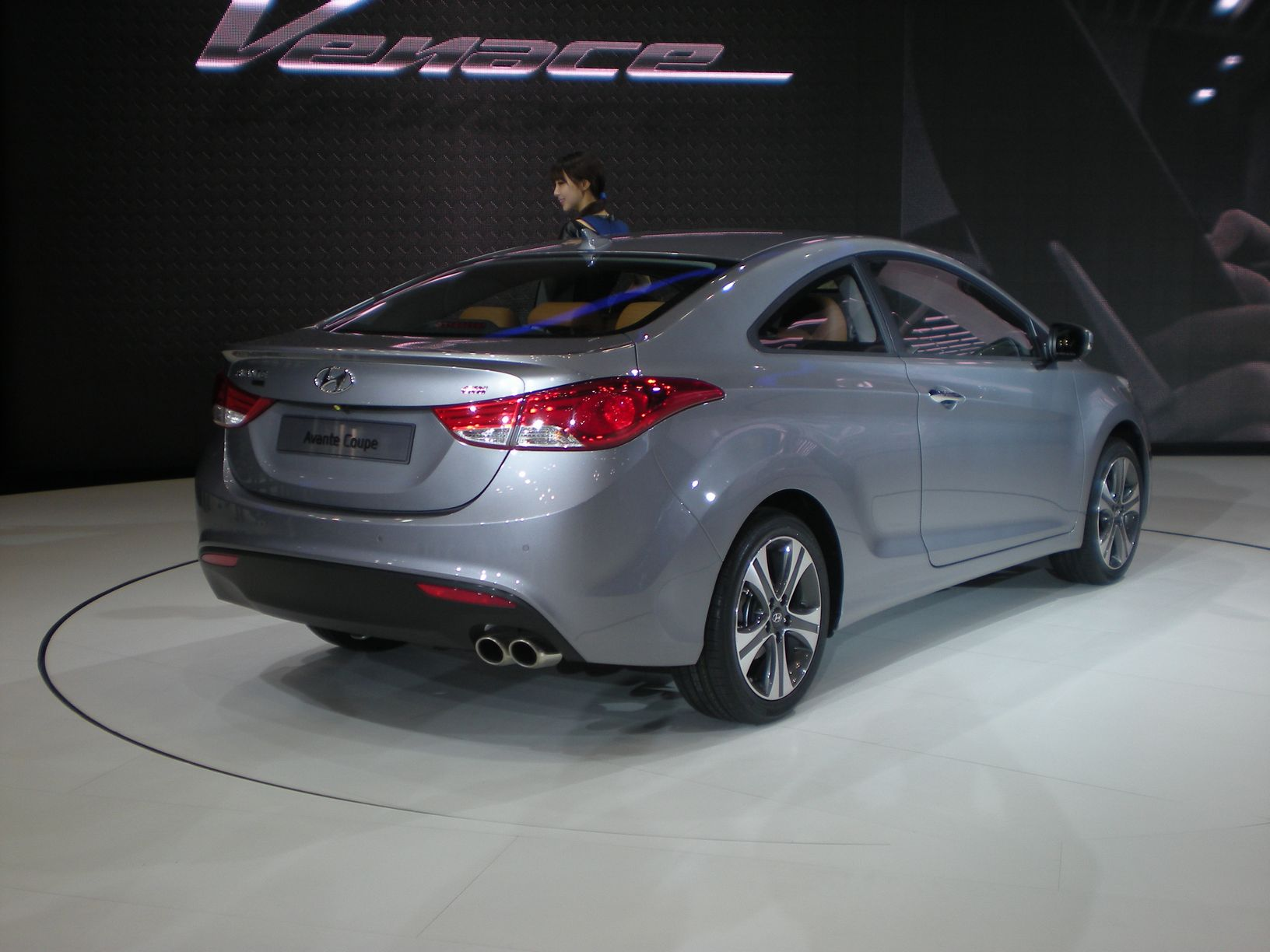
クーペ　リヤ
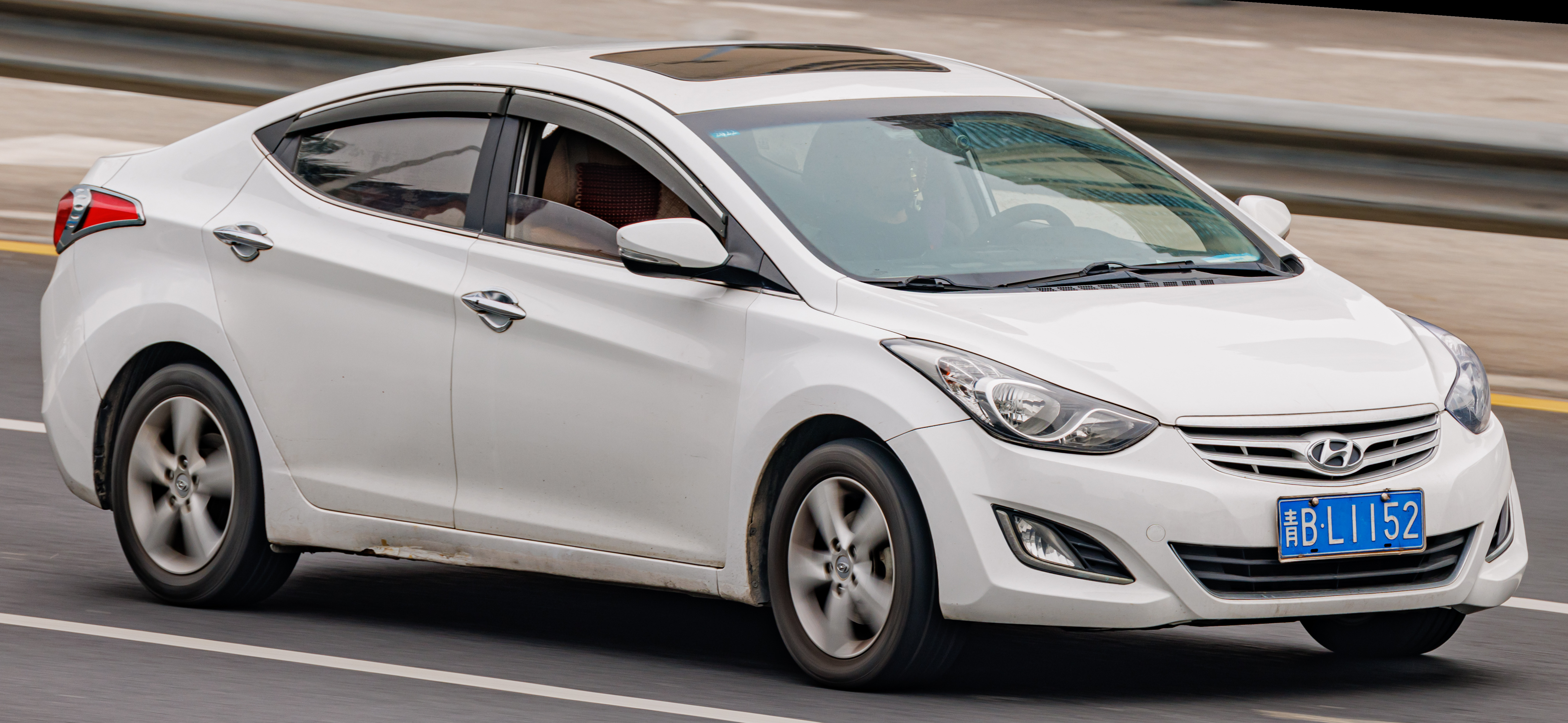
中国仕様

## 6代目（AD型、2015年 - 2020年）
2015年9月9日、韓国にて6代目アバンテとして発表。コードネーム「AD」の名で約5年をかけて開発された。
サイズ的には全幅が1.800mmに拡大された以外は先代からの変化は最小限にとどめられている。
パワーユニットは先代からキャリーオーバーのガソリン、ディーゼル、LPiの3種が用意されるが、すべて1.6Lである。尚、ディーゼルはユーロ6基準をパスする改良が施されている。トランスミッションはガソリンとLPiに6速AT、ディーゼルにはシリーズ史上初となる7速DCTが組み合わせられた。また中国市場向けには1.6L＋DCTを採用したPHEVも用意されており、EVモードで85km走行可能な仕様となっている。
ボディは高張力鋼の使用比率を先代の21％から53％に引き上げたことで、剛性を引き上げながらの軽量化を実現。これはディーゼル車で先代比13.6％増（16.2km/L→18.4km/L）で準中型車最高水準を誇る燃費にも好影響をもたらす結果となった。
安全面についても抜かりはなく、準中型車随一の7エアバッグを搭載し、衝突時にシートベルトが骨盤部分を強く抑える「下半身傷害低減装置」と緊急停止時に後続車両にハザードランプで知らせる「エマージェンシーシグナルシステム（ESS）」も装備。
エクステリアはDH型ジェネシスやLF型ソナタの流れを汲んだ「Fluidic Sculpture 2.0」に進化し、近年のファミリールックである「ヘクサゴナルグリル」も採用。流麗さを強調すると同時に、空力性能にもこだわった結果、クラス最高値となるCd＝0.27をマークしている。
2018年9月には大掛かりな改良が施され、三角形をモチーフとするヘッドライトをはじめとしたフロントマスクは一新された。リヤエンドもバンパーとリヤコンビレンズのデザインを大きく変更したことで、グレンジャーやソナタと同じデザインエッセンスとした。
安全装備も追突軽減ブレーキ、レーンキープアシスト、ブランドスポットモニターを標準装備している。
なお、前期型Sportはミニ四駆PROとして商品化(ITEM 92382)されている。レーシングタイプのミニ四駆において実在の車両を元ネタとする例は珍しい。本製品は韓国限定モデルのため、パッケージやマニュアルはほぼ全てがハングル表記となっている。

## 7代目（CN7型、2020年　-）
2020年3月17日、ハリウッドにてワールドプレミア。北米仕様に初設定となるハイブリッドモデルも同時発表された。
7代目エラントラ/アバンテは“Parametric dynamics” と呼ばれるテーマに基づいてスタイリングが行われている。現代自動車グループ副社長兼CDO（最高デザイン責任者）のルク・ドンカーヴォルケは「7代目エラントラ/アバンテは初代モデルのように大胆なキャラクターを持つ」と述べている。
北米仕様のエラントラには最高出力149PS、最大トルク179N・mを発揮する2.0L MPIエンジンが搭載され、これに現代自動車グループ独自のインテリジェント・バリアブル・トランスミッション (IVT) が組み合わせられる。韓国仕様のアバンテでは、1.6リットルMPiガソリンエンジンと1.6リットルLPGをラインナップしている。
エラントラハイブリッドには1.6L GDIアトキンソンサイクルエンジンと32kWのモーターが搭載され、合わせて最高出力141PS、最大トルク259N・mを発揮する。このエンジンに6速デュアルクラッチトランスミッションが組み合わせられる。リアシートの下に搭載されるリチウムイオンポリマーバッテリーは1.32kWhの容量となる。
2020年下半期には従来の「エラントラスポーツ」に代わる「エラントラNライン」が発表された。 従来と同じ204PSの性能を提供する1.6Lガソリンターボエンジンが搭載され、内外装に専用デザインとNラインロゴを配置したのが特徴。
プラットフォームは第3世代のCompact Sized K3 Vehicle Platformが採用されている。
尚、オセアニア向けは今回のフルモデルチェンジを機に「i30セダン」に改名され、i30の派生車種という位置づけとなっている。
2023年4月にフェイスリフトを発表。また、ハイブリッドにNラインが追加された。ハイブリッドとパワーユニット自体は同等のものを使用し、足回りを専用の仕様に変更している。代わりに、全グレードからMTを廃止。Nラインはターボモデルも無くなり、エラントラの派生車種から1グレードに再編された。

### エラントラN/アバンテN/i30 Sedan N

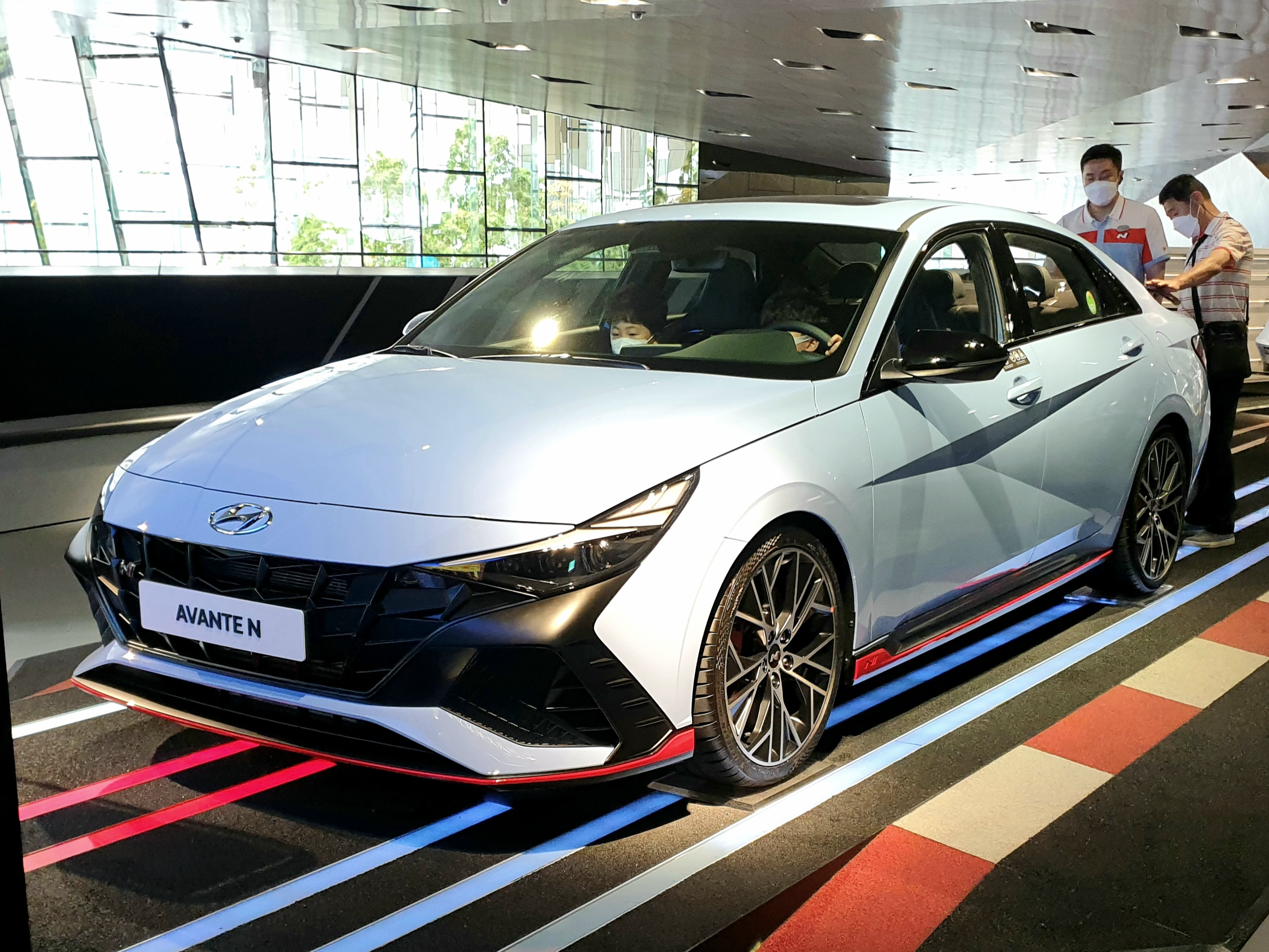
アバンテNフロント(フェイスリフト前)

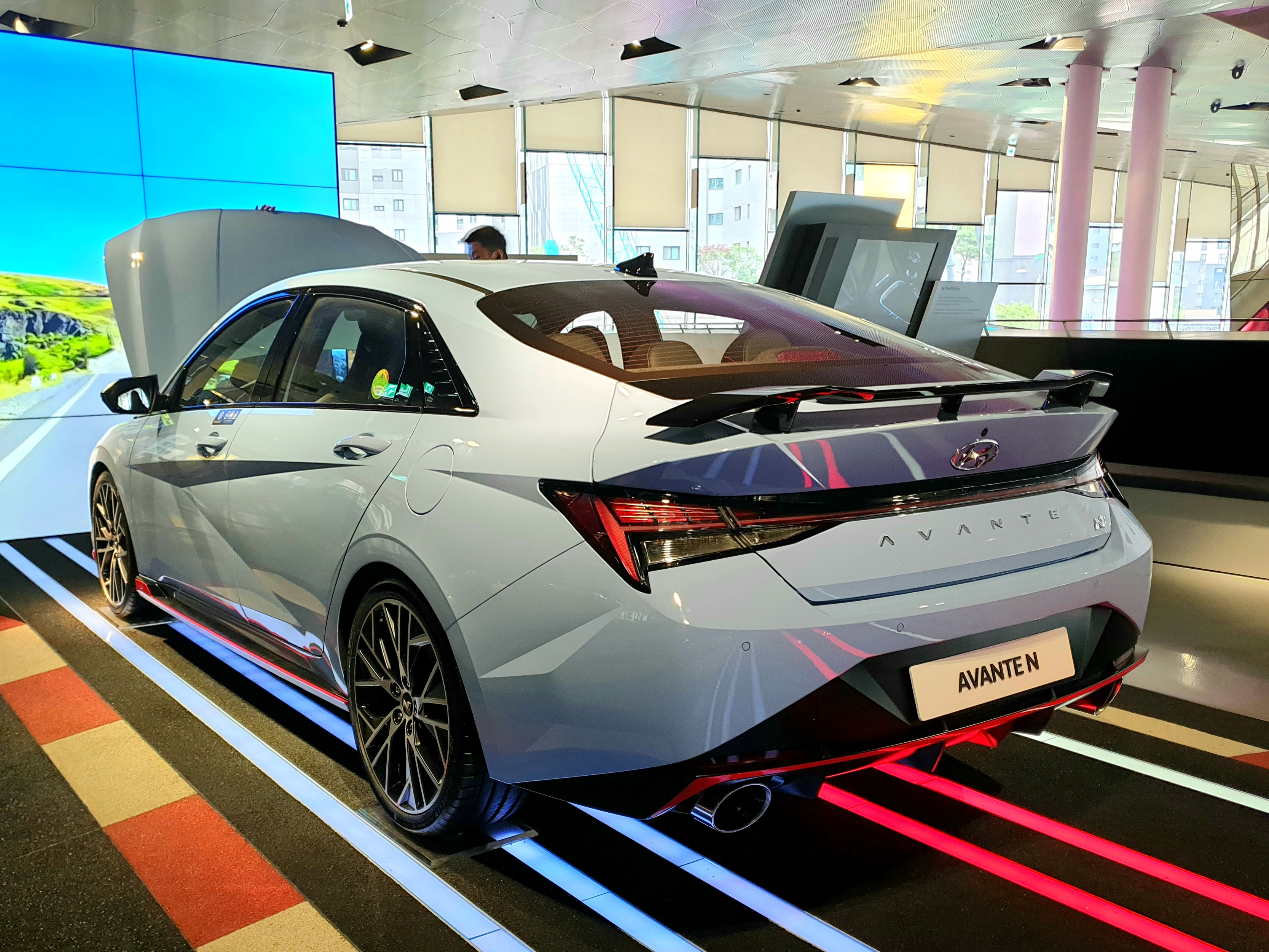
アバンテNリア(フェイスリフト前)

2021年7月に、Nブランドよりハイパフォーマンスモデルとして発表。
ヴェロスターNに搭載された2.0L直4ターボを搭載し、6速MT若しくは8速DCTを選択可能。
外観も専用のものに変更され、4点式ストラットリングやリアスティッフバーを追加装備した。
8速DCTには、ヴェロスターN(DCT)にも採用されたオーバーブースト機能 Nグリンシフト(NGS)や、DCTの味付けや仕様をナビゲーションにて変更可能にしたNパワーシフト(NPS)、サーキット走行時に最適なアクセル感度とコーナリング性能を発揮するNトラックセンスシフト(NTS)を標準装備している。
2023年4月にフェイスリフトモデルを発表。さらにオプションにN Performanceシリーズを追加。エアクリーナーやエキゾーストをハイエンドタイプに変更できる他、専用モノブロック4ピストンキャリパーや19インチアルミホイールにも変更可能。

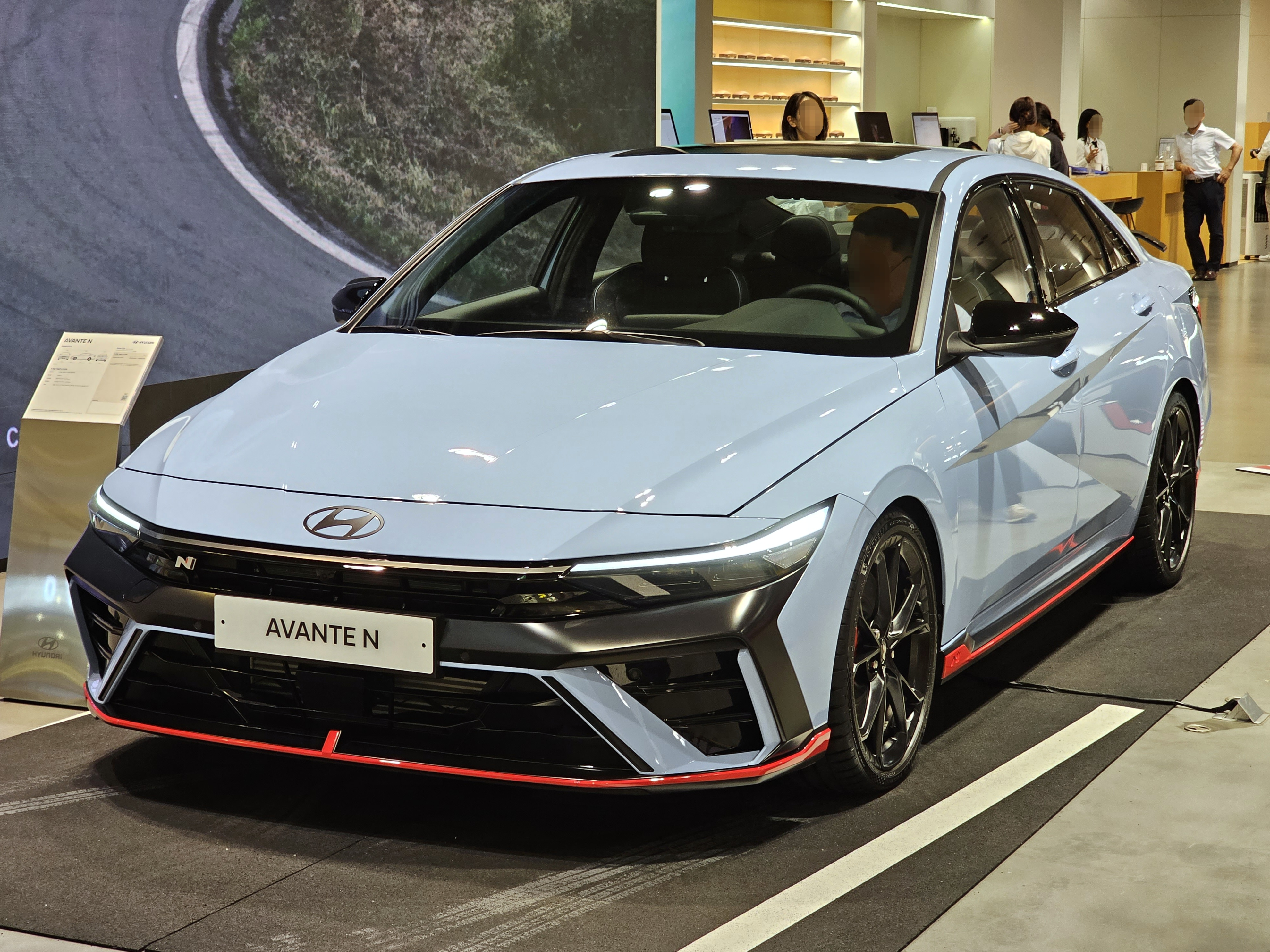
フェイスリフトモデル フロント

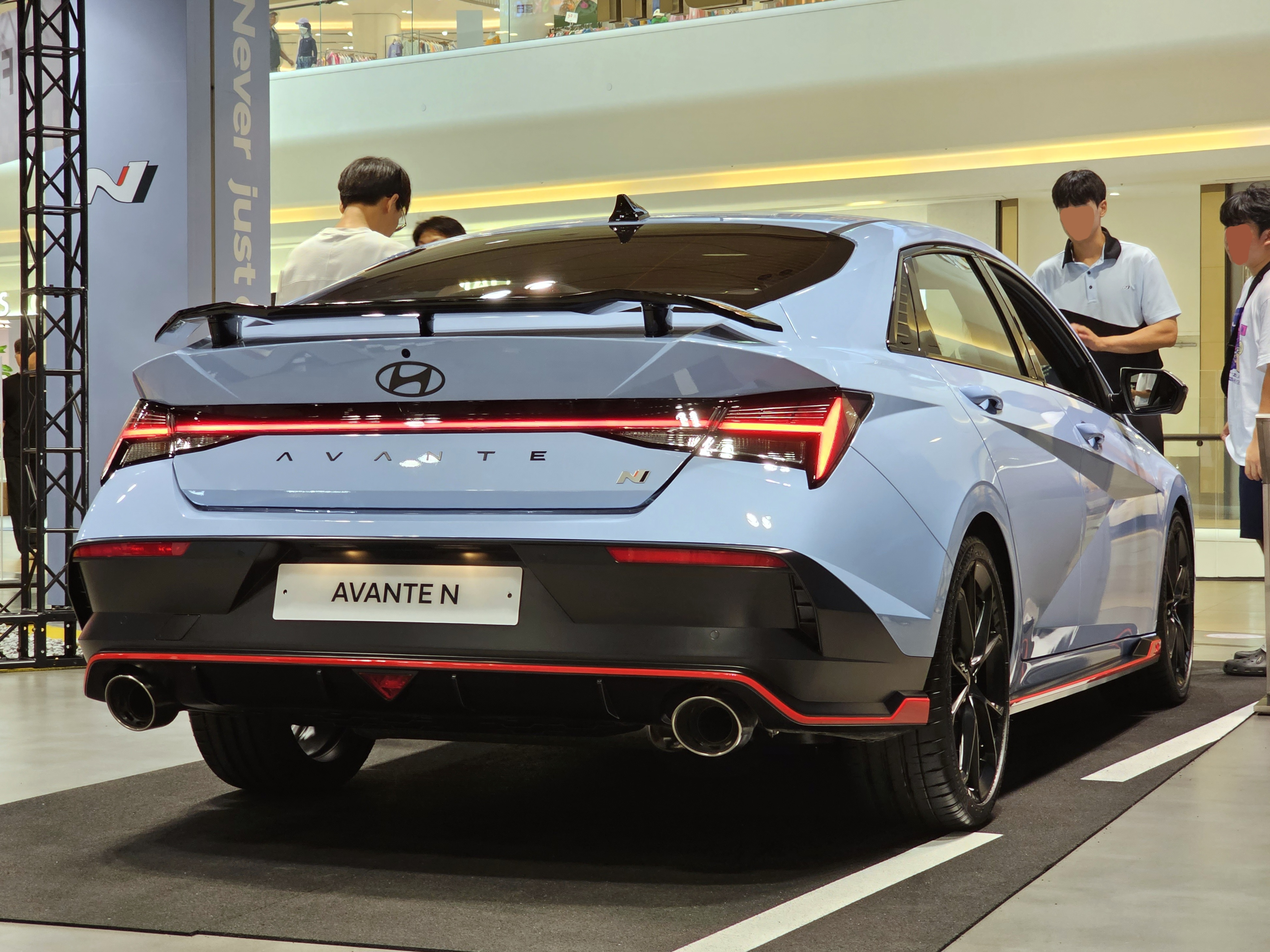
フェイスリフトモデル リア

## 車名の由来
『エラントラ』は、フランス語で『情熱』を意味する『Elan』と、英語で『輸送』を意味する『Transport』の『Tra』を組み合わせた造語である。

## 派生車種
- ラヴィータ/マトリックス：2列シートのコンパクトMPV。デザインはピニンファリーナが担当。
- JM/起亜・スポーテージ（2代目）：エラントラのプラットフォームを流用したSUV。
- キア・セラトー/フォルテ：現代自動車傘下となった起亜自動車でのエラントラ（XD及びHD）の兄弟車。
- i30/起亜・シード：HD型エラントラをベースに開発されたCセグメントに属する世界戦略車。なお、i30北米仕様車はエラントラを名乗る。

## モータースポーツ

### エラントラN TCR

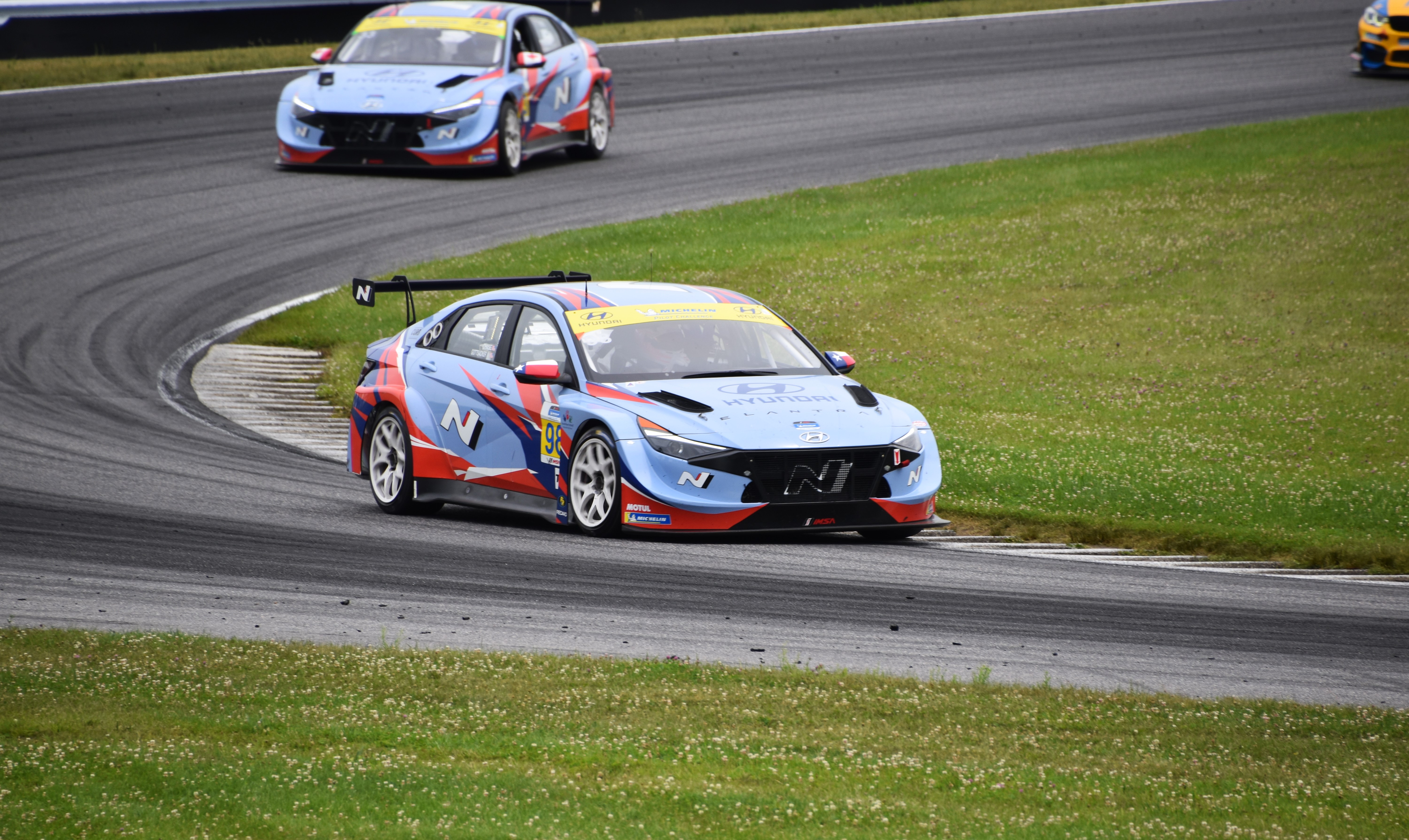
エラントラN TCR

2020年9月にヒョンデ・モータースポーツより発表された。
i30N TCRやヴェロスターN TCRのデータを元に開発。但し、プロジェクト自体は白紙状態から立ち上げたものだとヒョンデは発表している。
2021年のミシュラン・パイロット・チャレンジで実戦投入。その後、WTCRやTCRヨーロッパ向けに複数台が制作され、TCR南アメリカシリーズで購入希望するチームが増えたため、正式に発売を発表した。
日本では2023年のTCR Japan第3戦より参戦。韓国KMSAモータースポーツチームよりチェ・ジョンウォンがドライバーを勤めた。
第3戦サタデーレースでは、ガス欠によりファイナルラップで停止。リタイアとなる。続くサンデーレースでは、3位となり初参戦ながらポテンシャルの高さを発揮した。
続く第4戦、サタデーレースは7位フィニッシュとなるも、サンデーレースで3位となった。
2023年最後のレースである第5戦サタデーレースにて、1位表彰台を受ける。サンデーレースでは7位に後退したが、それでも車両のパフォーマンスを見せるのには十分だったためか、このレース以降複数の日本チームがエラントラ N TCRの購入をヒョンデ・モータースポーツに打診した事が報じられている。
2025年現在、日本のスーパー耐久シリーズにて、ST-TCRクラスでWAIMARAMA Racingがエラントラ N TCRを走らせており、第4戦では、1位表彰台を受けている。

### ワンメイクレース
2018年に韓国・スーパーレースにて6代目AD型を用いワンメイクレース「Hyundai Avante Cup」をシリーズ開催。この際好評だったため翌2019年よりHyundai N Festivalのメインイベントとして組み込まれる。
2020年に7代目CN型が発売されて以降はこちらを使用するようになった。更に2021年、ワンメイクレース専用のカップカーを発表・発売し、同車を使うクラスを韓国内のアマチュアワンメイクレース最高峰とヒョンデは謳っている。2022年現在は市販のナンバー付きアバンテNラインを使用し、タイムトライアルのみ一部チューニングが可能となっている初心者向けのN3クラス、アバンテNカップカーを使用するN1クラスの2クラスでアバンテは使用されている。
また、このカップカーをスーパーレースのクラスの1つ「KUMHO GT」に参戦するために購入するチームも多い。2L未満のターボエンジン搭載前輪駆動車という規定に沿っているため、それまでの主力車種であったジェネシスクーペが製造終了より5年以上が経過し、車両の老朽化や部品調達難による代替車種としてヴェロスターN同様に採用するチームも徐々に増えている。パワーアップ等の改造が認められていないが、元々がレース用車両として軽量化や専用レース用サスペンション・ブレーキが施されているマシンであるためその後の改造費をかなり安く押えられるばかりか、軽量ボディを利用してコーナーでジェネシスクーペ勢を追い詰める事が可能であるためである。